# 三岐鉄道北勢線
北勢線（ほくせいせん）は、三重県桑名市の西桑名駅から三重県いなべ市の阿下喜駅までを結ぶ、三岐鉄道の鉄道路線である。

## 概要
日本では数少なくなった一般的な営業を行う762 mm軌間のナローゲージの鉄道路線の一つである。路線は1914年（大正3年）、大山田（現在の西桑名）- 楚原間14.5 kmに軽便鉄道として開業した。戦時統合などによる運営主体の変更を複数回経て近畿日本鉄道（近鉄）の路線となっていたが、累積赤字により近鉄が廃止の意向を打ち出したため、2003年（平成15年）4月1日から10年間の地元自治体の支援を条件として三岐鉄道が運営を継承した。なお、支援はその後3年毎に更新されている。
駅ナンバリングが導入されており、路線記号としてHが割り振られている。

### 路線データ
- 路線距離（営業キロ）：20.4 km[4]
- 軌間：762 mm[4]（ナローゲージ）
- 駅数：13駅（起終点駅含む）[4]
- 複線区間：なし（複数の駅に交換設備あり）
- 電化区間：全線（直流750 V）
- 閉塞方式：自動閉塞式
- 運転最高速度：45 km/h[2]
- IC乗車カード対応区間：全線

## 歴史

### 北勢鉄道創立
1909年（明治42年）に軽便鉄道法が公布されると、員弁川沿線の各町村間に鉄道敷設の気運が高まった。1912年（明治45年）には、富田軽便鉄道との免許取得合戦に勝ち、北勢鉄道株式会社が設立された。3年の年月をかけて、1914年（大正3年）に大山田駅（現・西桑名駅） - 楚原駅間14.5 kmを開業したのを皮切りに、1915年（大正4年）には桑名町駅（後の桑名京橋駅） - 大山田駅間0.7 kmが、1916年（大正5年）には楚原駅 - 阿下喜東駅（後の六石駅）間4.6 kmが開業した。一方、近隣の藤原岳に産出する石灰岩およびセメントを運搬するために鉄道の敷設が計画される。三岐鉄道（三岐線）の前身である員弁鉄道が当時の北勢鉄道線が利用できないか調査を行ったが、同線は到底大量貨物輸送には適さないとの調査結果を受け、員弁川対岸に三岐鉄道線（三岐線）の建設が行われることとなる。阿下喜東駅 - 阿下喜駅間については山間の険しい位置にあり、難工事が予想されたため着工できず、同区間は無賃の自動車で運行された。1931年（昭和6年）六石駅 - 阿下喜駅間1.4 kmが開業し、同時に全線が電化された。これは、員弁川の対岸で三岐鉄道（三岐線）が富田駅 - 東藤原駅間を開業するわずか15日前であった。北勢鉄道線と三岐鉄道線は員弁川をはさんで並行する形となったが、北勢鉄道線は立地条件の良さもあって三岐鉄道線に比べ圧倒的に多い旅客輸送量を記録した。1934年に北勢鉄道は北勢電気鉄道に社名を改めた。

### 三重交通へ統合
1940年（昭和15年）に陸運統制令が公布され、1942年（昭和17年）に、三重県下自動車輸送業及び鉄・軌道運送事業の合併が閣議決定された。その後、幾多の変遷を経て、県内の北勢電気鉄道・桑名電軌・三岐鉄道・三重鉄道・安濃鉄道・松阪電気鉄道・神都交通・志摩電気鉄道と乗合自動車業者は合併されることとなった。しかし、北勢電気鉄道は合併による損出が多大であること、三岐鉄道は貨物輸送が主体で乗合自動車の兼業が無いことを理由に統合に反対した。県当局及び合併関係業者の協議会では、貨物輸送が主体の三岐鉄道（三岐線）、廃線が前提の桑名電軌および安濃鉄道の3社を除外した県内全業者を合併する件が決定したが、相変わらず北勢電気鉄道のみが反対意志をひるがえさなかった。最終的に北勢電気鉄道は三重交通に合併・統合されるが、三重交通発足時の合併条件に格段の配慮が行われた。すなわち、北勢電気鉄道と神都交通の株式のみを三重交通の第一種株式（第二・三種と比べ配当率が優遇される）とすることとし、他の被合併会社の第二・三種と差をつけたのである。これは、当時の北勢電気鉄道が他の鉄道会社と比べ、経営状態が良かったことを物語っている。

### 三重電気鉄道を経て近鉄に合併
戦後、近鉄名古屋線・近鉄山田線などの幹線鉄道路線は近鉄が、北勢線・三重線（現在の湯の山、内部・八王子線）・志摩線などの支線鉄道路線は三重交通が運営していた。一方、バス路線はその大半を三重交通が運営していたが、1961年（昭和36年）に運輸営業を廃止した近鉄伊勢線の代替バスを近鉄が運営するなど、三重県内の鉄道・バス事業の運営は近鉄と三重交通が入り乱れていた。この状況を打開するため、近鉄と三重交通との間で、三重県内の鉄道路線は近鉄が、バス路線については三重交通が一元的に運営とする基本方針がまとめられた。これに従って、1964年（昭和39年）に三重交通の全額出資で三重電気鉄道が設立され、三重交通が鉄道事業を三重電気鉄道に分離譲渡した上、1965年（昭和40年）に近畿日本鉄道が三重電気鉄道を合併することにより、三重県内の鉄道運営主体が近鉄に一元化された。これにより、北勢線は近鉄の路線となった。近鉄時代には牽引運転やタブレット閉塞の廃止、ATSや列車無線の導入、ワンマン化など徹底した近代化が行われた。廃線表明直前には技術面・保安面は他の私鉄ローカル線と同レベルに引き上げられていた。

### 三岐鉄道へ運営移管
2000年（平成12年）に近鉄が経営改善のため北勢線の廃線を表明した。その後、2002年（平成14年）3月に近鉄が国土交通省に対して北勢線の事業廃止届を提出し、北勢線の廃止時期が確定した。その頃、三重県は補助に慎重な構えを見せていて、赤字額の大きさ、車両の老朽化、乗降客の減少、スピードの遅さを理由にバスへの全面転換を主張していたが、地元沿線市町では北勢線が地域の公共交通として重要度が高いことを理由に、鉄道として存続させる方針を確認し第三セクターでの運営等を検討した。その頃、西桑名駅 - 北大社駅のみを残す短縮存続案も浮上し、同年3月11日の北勢町議会で、桑名市と東員町が短縮存続案を提案していることを北勢町長が認めたが、翌日の桑名市議会では桑名市長がこの事実を否定した上で、ベターな案であると答弁した。8月頃には、一度は全線のバス転換が決定的に見えていたものの、全線を存続することとした。地元沿線市町では、第三セクターによる運営では機関の設立が路線廃止までに間に合わないこと、および鉄道運営のノウハウもないことから、近隣の三岐鉄道に対して北勢線の運営を依頼した。
これに対して、三岐鉄道は「北勢線を延命存続するのではなく、リニューアルして運行を引き継ぐ」という方針で北勢線の運行継承を決定した。北勢線の三岐鉄道での運営スキームとして、
1. 沿線市町は、「近鉄からの北勢線鉄道用地取得費の沿線市町負担分」+「10年間の運営資金（リニューアル費用+赤字補填）」として55億円を拠出する
2. 近鉄は鉄道用地を有償で沿線市町に、鉄道施設（軌道・車両など）を無償で三岐鉄道に譲渡する

こととした。この結果、北勢線の鉄道用地は沿線市町の所有となり、鉄道の運行・運営および鉄道施設（線路・駅舎設備など）と車両の所有を三岐鉄道が行うこととなった。これは、沿線市町が鉄道設備の所有・維持管理までは行わないことから、一般に言う「上下分離方式」には当たらない。ここで特筆すべきは、リニューアル計画で新駅設置や曲線改良工事等を行う場合、工事費用は三岐鉄道側の負担（沿線市町からの運営資金・補助金・自社資金）となるが、土地取得に要する費用は沿線市町の負担となる点である。
こうして2003年（平成15年）4月1日に近鉄が三岐鉄道に北勢線鉄道事業を譲渡し、三岐鉄道による北勢線の運営が開始された。これは鉄道事業法施行後初の民間事業者間での鉄道事業譲渡・譲受のケースとなった。現在では、現業（駅務や保線などの各部門）を行う職員については、「三岐鉄道による北勢線の運営開始以前からの三岐の社員に交代」「北勢線鉄道事業の譲渡譲受と同時に近鉄の社員が三岐に転籍」「三岐鉄道による北勢線の運営が開始以後に三岐の社員として新規採用」の三方式で賄われているが、近鉄から三岐に転籍した社員は定年退職等で減少しつつある。
沿線市町の支援は暫定的に2013年度から3年、2016年度から3年それぞれ延長されている。
この北勢線の譲渡・譲受の形態および運営スキームは、後の南海貴志川線から和歌山電鐵への鉄道事業譲渡・譲受の場合でも採用された。

### 年譜
- 1912年（明治45年）1月16日：北勢鉄道株式会社として設立免許される[12]。
- 1912年（大正元年）8月10日：北勢鉄道創立[12]。
- 1913年（大正2年）5月3日：桑名町（後の桑名京橋） - 阿下喜東（後の六石）間が着工。
- 1914年（大正3年）4月5日：大山田（現在の西桑名） - 楚原間14.5 kmが開業[12]。
- 1915年（大正4年）8月5日：桑名町（後の桑名京橋） - 大山田間0.7 kmが開業[12]。
- 1916年（大正5年）
  - 5月10日：星川駅廃止。
  - 8月6日：楚原 - 阿下喜東間4.6 kmが開業[12]（三重交通・近鉄の社史では8月5日開業との記載があるが、当時の鉄道院文書・官報では8月6日に開業となっている）。
- 1927年（昭和2年）9月8日：星川駅が貨物駅として開業届出。
- 1929年（昭和4年）
  - 5月17日：阿下喜東 - 阿下喜間延長免許[12]。
  - 8月：大山田駅を西桑名駅に改称[13]。
- 1930年
  - 2月5日：阿下喜東 - 阿下喜間土木工事施工認可。
  - 5月19日：全線の電化工事施工認可。
- 1931年（昭和6年）
  - 7月：大泉駅を大泉東駅に改称[13]。
  - 7月8日：六石 - 阿下喜間1.4 kmが開業し全通[12]。同時に阿下喜東駅を六石駅に改称[12]。全線が電化[12]、北大社変電所（300 kW回転変流機2台）運用開始。車両8両新製配置（モハニ50形50 - 55：旅客・荷物合造電車、デ21形21・22：電気機関車）。
- 1932年（昭和7年）11月1日：星川駅旅客営業開始。
- 1934年（昭和9年）6月27日：北勢鉄道が北勢電気鉄道に社名変更[12]。
- 1938年（昭和13年）5月3日：西別所 - 蓮花寺間に稗田前駅開業。
- 1940年（昭和15年）11月：電力事情悪化により1往復の列車運転を休止。
- 1941年（昭和16年）6月1日：1往復の列車運転を復活。
- 1942年（昭和17年）
  - 10月9日：第一回三重県旅客自動車運輸事業統合審議会開催、関西急行鉄道を除く鉄道・軌道・自動車全事業者の合併を決議。
  - 10月23日：統合主体業者打合会が開催される。北勢電気鉄道・神都交通・三岐鉄道・三重鉄道・志摩電気鉄道・松阪電気鉄道・南紀自動車が出席。
  - 12月20日：北勢砂利興業株式会社を設立し砂利採取販売事業を分離。
- 1943年（昭和18年）
  - 8月6日：県当局および統合関係業者協議会開催される。三岐鉄道・安濃鉄道・桑名電軌を除外した全業者の合併を決議。
  - 12月24日：臨時株主総会において合併契約を承認・可決。
- 1944年（昭和19年）
  - 2月11日：北勢電気鉄道ほか6社（神都交通・三重鉄道・松阪電気鉄道・志摩電気鉄道・三重乗合・伊賀自動車）が合併し、三重交通（母体会社は神都交通）が発足[12]（申請1月15日、認可1月31日・2月1日・2月15日）。
  - 3月1日：北勢線の路線名称制定。
  - 7月1日：稗田前駅、星川駅、大木駅、畑新田駅休止。
- 1945年（昭和20年）
  - 2月1日：西桑名車両区を阿下喜駅構内に疎開。
  - 7月19日：桑名町 - 西桑名間が戦災のため運輸営業休止[12]（申請8月12日、認可10月29日）。
- 1947年（昭和22年）2月10日：西桑名 - 阿下喜間の列車運行間隔を従来の30分間隔から35分間隔とし、所要時分を52分から57分にスピードダウン（多客と電力事情の悪化、車両の出力不足が原因）。
- 1948年（昭和23年）9月23日：桑名京橋 - 西桑名間の運行を再開[12]。桑名町駅を桑名京橋駅に改称（新駅名は一般公募による）。
- 1949年（昭和24年）
  - 3月26日：車両1両新製配置（モニ221形227）。
  - 9月22日：集中豪雨により一部区間で運転休止。9月25日に復旧・開通。
- 1950年（昭和25年）
  - 1月16日：阿下喜駅構内で列車脱線転覆。重傷者5名を出す。
  - 6月16日：車両3両新製配置（サ101形104 - 106）。
  - 12月15日：車両4両新製配置（サ151形151 - 154）。
- 1951年（昭和26年）
  - 1月17日：車両2両新製配置（サ151形155 - 156）。
  - 10月18日：電力事情悪化のため、6列車を当面運転休止とする。
- 1952年（昭和27年）
  - 2月22日：客車11両のブレーキ装置を改良し貫通制動とする。
  - 9月：員弁川砂利採取線で使用する蒸気機関車（21形21）を森製作所にてディーゼル機関車へ改造（D21形21）。
- 1953年（昭和28年）9月：桑名京橋駅付近に北勢線初の自動踏切警報機を設置。
- 1954年（昭和29年）
  - 9月1日：豪雨のため西桑名車庫が浸水し、検査車両・モーター等が冠水する。
  - 10月5日：北大社変電所の300 kW回転変流機1台を水銀整流器に更新し運用開始。
  - 10月28日：架線電圧を600 Vから750 Vに昇圧。
- 1957年（昭和32年）11月25日：通学客で満員の上り電車が過速のため上笠田 - 麻生田間の下り勾配S字カーブ（山田川橋梁桑名寄り）で脱線転覆。死者3人、重傷者3人、軽傷者多数を出す[14]。
- 1959年（昭和34年）9月26日：台風15号（伊勢湾台風）の直撃を受け5日間不通。西桑名車庫浸水。
- 1960年（昭和35年）
  - 2月1日：内燃動力を廃止。
  - 10月6日：上笠田 - 麻生田間S字カーブ修正の短絡線開通。
- 1961年（昭和36年）
  - 6月27日：集中豪雨のため上笠田 - 麻生田間土砂崩壊。7日間運転休止。
  - 11月1日：桑名京橋 - 西桑名間0.7 km廃止（認可9月25日）。国道1号線の混雑対策による平面交差解消のため。
- 1962年（昭和37年）：三重線（後の湯ノ山、内部・八王子線）からサ151形157が転属配置。
- 1964年（昭和39年）
  - 1月7日：三重電気鉄道設立（三重交通100%出資）[12]。
  - 2月1日：三重交通が鉄道事業を三重電気鉄道に分離譲渡[12]。
  - 3月：車両16両が三重線から転属配置（サ360形363 - 3686両、サ2000形2001 - 20077両、モ4400形4401M1+4401T+4401M2号車3両）。車両3両廃車（サ100形104 - 106）。
  - 6月：西別所変電所（500 kW水銀整流器1台）運用開始。
- 1965年（昭和40年）4月1日：近畿日本鉄道が三重電気鉄道を合併し近鉄の路線となる[12]。
- 1966年（昭和41年）
  - 3月：連結器がピン・リンク式から、柴田式自動連結器を小型化したもの（柴田式3/4上作用自動連結器CSC91形）に交換。同時に自動ブレーキ化も完了（SME・STE→AMA・ATAブレーキ）。
  - 10月1日：貨物営業休止[12]。
- 1967年（昭和42年）4月1日：麻生田変電所（300 kW水銀整流器1台：内部線浜田変電所から移設）運用開始。
- 1968年（昭和43年）3月：北大社変電所の300 kW回転変流機1台を撤去。
- 1969年（昭和44年）5月15日：休止中の稗田前駅、星川駅、大木駅、畑新田駅廃止。
- 1972年（昭和47年）2月：西別所変電所の500 kW水銀整流器1台をシリコン整流器に更新し運用開始。
- 1974年（昭和49年）7月25日：藤川橋梁の橋脚1基が増水のため傾斜。七和 - 上笠田間において30日間バス代行輸送を行う。
- 1976年（昭和51年）11月：北大社・麻生田変電所の300 kW水銀整流器各1台をシリコン整流器に更新し運用開始。
- 1977年（昭和52年）
  - 5月10日：北大社車庫竣工。
  - 5月11日：西桑名駅移転[12]。西桑名 - 馬道間0.1 km短縮。
  - 10月11日：車両8両新製配置（モ270形271 - 276、ク170形171・172）。
  - この年、車両11両（モニ220形225 - 227、サ130形133、サ150形151 - 157）を内部・八王子線に転属させる。
- 1978年（昭和53年）8月26日：単線自動閉塞化[12]。ATS使用開始[12]。
- 1985年（昭和60年）4月1日：名古屋への並行路線となる三重交通の高速バス名古屋桑名高速線（名古屋 - 大山田団地）が運行開始される。
- 1990年（平成2年）8月31日：車両1両新製配置（モ277形277）。
- 1991年（平成3年）11月15日：列車無線使用開始。
- 1992年（平成4年）
  - 9月15日：北勢線電化当初から使用していた220形電車4両（モ220形222・224、ク220形221・223）を除籍[15]（8月16日 - 9月15日の日祝日にさよなら運転を実施）。
  - 9月19日：ワンマン運転開始（3両編成のみ）[16]。各駅にホームミラー、乗車証発行機設置。
- 1999年（平成11年）3月16日：ダイヤ改正。昼間帯、北大社 - 阿下喜間1時間ヘッドに減便。
- 2000年（平成12年）
  - 7月3日：近鉄が経営改善のため北勢線の廃線を表明する[12]。
  - 8月3日：桑名・員弁広域連合構成自治体（桑名市、員弁郡・桑名郡各町）が「北勢線問題勉強会」に参画。
- 2001年（平成13年）2月2日：「近鉄北勢線利用促進協議会」が設置される。
- 2002年（平成14年）
  - 2月4日：桑名・員弁広域連合自治体協議会において、北勢線を鉄道として存続させる方針を確認。
  - 3月18日：桑名・員弁広域連合長（桑名市長）が三岐鉄道に対し北勢線の鉄道存続への協力を要請。
  - 3月28日：近鉄が国土交通省に対して北勢線の事業廃止届を提出[12]。
  - 6月7日：桑名・員弁広域連合が三重県知事に対し北勢線の鉄道存続に対する支援を要請[12]。
  - 8月21日：三重県知事が北勢線の鉄道存続に向けて支援する旨回答[12]。
  - 9月4日：北勢線沿線市町（桑名市・東員町・員弁町・北勢町）が三岐鉄道に対し正式に北勢線運行を依頼。三岐鉄道は運行承継を決定。
  - 11月8日：「北勢線運営協議会」が設置される。
  - 11月11日：「北勢線対策室」が設置される。
- 2003年（平成15年）
  - 1月8日：国土交通省へ近鉄から三岐鉄道への鉄道事業譲渡譲受認可申請が行われる。認可は3月6日。
  - 4月1日：近鉄が三岐鉄道に北勢線鉄道事業を譲渡[17]。三岐鉄道による北勢線の運営が開始される（運賃は三岐鉄道の賃率に改正されたが、列車ダイヤの改正は無し）。
  - 5月2日：三岐鉄道塗色（黄色）の車両（276号車）が初登場する[18]。営業運行開始は5月5日。
  - 10月24日：砕石運搬車（保線作業に使用）3両が導入される。
  - 10月31日：架線自動張力調整装置（テンションバランサー）が西桑名 - 楚原間に設置される。
- 2004年（平成16年）
  - 4月1日：大泉東駅・長宮駅を統合し大泉駅開業。六石駅廃止。
  - 4月13日：北勢線施設整備株式会社（北勢線に関する鉄道活性化補助事業を行なう第三セクター）が設立される[19]。
  - 5月1日：交換駅（馬道・在良・七和・楚原駅）の左側通行化工事完成。
- 2005年（平成17年）
  - 1月11日：4両編成も含む全列車のワンマン運転開始[20]。
  - 3月26日：坂井橋駅を移転し星川駅開業。六把野駅・北大社駅を統合し東員駅開業。北大社駅を信号場に変更。星川駅・東員駅の開業式典は3月19日に実施。
  - 5月25日：楚原 - 大泉間で高圧配電設備（信号・駅舎電源）使用開始。
  - 6月24日：北勢線初の高速化改造（弱め界磁段追加）電車が出場（271+146+171編成）。
- 2006年（平成18年）
  - 3月14日：東員 - 大泉間の出発信号機および北大社信号場の場内信号機を3現示化。
  - 4月1日：上笠田駅廃止。
  - 4月11日：戸上川の増水により東員 - 大泉間の茶屋川橋梁の橋脚1基が傾き、付近で下り電車が脱線。東員 - 阿下喜間が不通となる[12]。死傷者は無し。4月13日から大泉 - 阿下喜間が[12]、5月23日から東員 - 大泉間が列車運行再開[12]。
  - 7月12日：旧上笠田駅周辺の軌道を曲線改良工事により直線化。
  - 8月4日：北勢線初の冷房電車運行開始（272+147+172編成）。出場は8月2日。
  - 10月18日：東員 - 北大社信号場間の橋梁（第20号溝橋）が撤去される。北勢線の橋が総数47か所となる。
- 2007年（平成19年）
  - 1月21日：旧大泉東駅周辺の軌道を曲線改良工事により線形変更。
  - 8月27日：西六石川橋梁架け替え
  - 10月1日：「北勢線対策室」が移転する（大泉駅北西・旧法務局→楚原駅南東・旧農協）。
  - 10月30日：蓮花寺駅に自動改札機・券売機・精算機が設置され運用開始。これにより北勢線全駅に自動改札機・券売機・精算機が設置。
- 2008年（平成20年）
  - 7月9日：旧坂井橋駅周辺の軌道を曲線改良工事により線形変更。
  - 12月1日：蓮花寺駅を従来駅の約130 m阿下喜方（在良地区市民センター隣接地）に移設。
  - 12月4日：西別所変電所・麻生田変電所を使用停止し、北大社変電所のみの運用となる。後に、西別所変電所・麻生田変電所は撤去。
  - 12月7日：穴太 - 東員間の藤川橋梁を含む前後区間を曲線改良工事により線形変更、供用開始。藤川橋梁は新橋に架け替えられる。
  - 12月20日：276+135+134編成が高速化改造され運行開始される。出場は12月19日。これにより北勢線車両全編成（7編成）の高速化改造が完了。
- 2024年（令和6年）11月30日：回数券（通学用割引回数券除く）販売終了[21]。
- 2025年（令和7年）
  - 3月1日：ICOCAを導入。同時に相互利用可能な交通系ICカードが使用可能になる（ただし、接続する近鉄名古屋線のようにPiTaPa交通利用エリアではないため、PiTaPaで乗車する場合はプリペイド方式となる）[22][23]。

## 運行形態
日中時間帯は西桑名駅 - 阿下喜駅間の通し列車と西桑名駅 - 楚原駅間の区間運転列車がほぼ交互に運行されており、1時間当たり西桑名駅 - 楚原駅間は2本、楚原駅 - 阿下喜駅間は1本運行されている。このほかラッシュ時を中心に西桑名駅 - 東員駅・大泉駅間に区間運転列車が設定されており、多い時間帯では1時間に4本運転されている。全列車がワンマン運転である。三岐鉄道の運営になって以来、リニューアル工事の進捗にあわせてダイヤ改正が実施され、本数の増加・所要時間の短縮が行われている。
| ダイヤ 改正日               | 列車本数             | 列車本数             | 列車本数             | 列車本数             | 阿下喜 - 西桑名間 運転時分 | ダイヤ改正内容・特記事項 |
| --------------------------- | -------------------- | -------------------- | -------------------- | -------------------- | -------------------------- | --- |
| ダイヤ 改正日               | 西桑名 - 東員間      | 東員 - 大泉間        | 大泉 - 楚原間        | 楚原 - 阿下喜間      | 阿下喜 - 西桑名間 運転時分 | ダイヤ改正内容・特記事項 |
| 2003年 （平成15年） 4月1日  | 上42本 下42本 計84本 | 上19本 下18本 計37本 | 上19本 下18本 計37本 | 上18本 下17本 計35本 | 52分                       | 近鉄より譲受のダイヤ。昼間、北大社 - 阿下喜間で列車運転間隔が2時間開く時間帯がある。 最終 西桑名発21:30阿下喜行き 22:00楚原行き 22:30北大社行き                   |
| 2003年 （平成15年） 9月1日  | 上43本 下43本 計86本 | 上22本 下22本 計44本 | 上22本 下22本 計44本 | 上21本 下22本 計43本 | 52分                       | 西桑名発阿下喜行き最終列車が1時間30分繰り下げられ、西桑名発23:00となる。 昼間、北大社 - 阿下喜間の列車運転間隔が1時間となる。                                     |
| 2004年 （平成16年） 4月1日  | 上44本 下44本 計88本 | 上39本 下39本 計78本 | 上35本 下35本 計70本 | 上22本 下23本 計45本 |                            | 大泉東・長宮・六石駅廃止、大泉駅開業。大泉駅折り返しの列車が設定される。 北大社 - 楚原間増発。昼間、西桑名 - 楚原間の列車運転間隔が30分となる。                   |
| 2005年 （平成17年） 3月26日 | 上46本 下46本 計92本 | 上41本 下41本 計82本 | 上36本 下36本 計72本 | 上23本 下24本 計47本 |                            | 坂井橋・六把野・北大社駅廃止、星川・東員駅開業。 西桑名 - 楚原間、昼間運転間隔が30分から原則27分となる。 大泉駅折り返しの列車が4本設定される。                    |
| 2005年 （平成17年） 7月1日  | 上46本 下46本 計92本 | 上41本 下41本 計82本 | 上41本 下41本 計82本 | 上23本 下24本 計47本 | 49分                       | 大泉駅列車行き違い設備完成。列車行き違い待ち時間が短縮される。 大泉折り返し列車がすべて楚原折り返しに変更。                                                       |
| 2006年 （平成18年） 4月1日  | 上45本 下45本 計90本 | 上41本 下42本 計83本 | 上41本 下42本 計83本 | 上30本 下31本 計61本 | 47分                       | 北大社信号場内曲線改良、上笠田駅廃止、阿下喜駅2線化設備完成。 楚原 - 阿下喜間増発（同区間、一部時間帯27分間隔に）。 夕方 - 深夜下り列車の大半が阿下喜行きに変更。 |
| 2008年 （平成20年） 12月1日 | 上45本 下45本 計90本 | 上41本 下42本 計83本 | 上41本 下42本 計83本 | 上28本 下28本 計56本 | 46分                       | 旧坂井橋・上笠田駅構内曲線改良、蓮花寺駅移転 下り勾配速度制限撤廃 変電所等の増強工事完成 昼間の列車運転間隔が30分となり減便。夕方の列車を増発。総本数は変化なし。 |
| 2012年 （平成24年） 3月20日 | 上45本 下45本 計90本 | 上41本 下42本 計83本 | 上40本 下41本 計81本 | 上27本 下27本 計54本 | 46分                       | 2024年4月時点の現行ダイヤ 日中の発着時刻の変更 西桑名発阿下喜行き最終列車の5分繰り下げ                                                                            |

※ 2005年（平成17年）3月26日ダイヤ改正以前については、表中の「東員」を「北大社」に読み替える。

## 施設

### 線路
- 線形
  - 半径140 m以下の急曲線が多数存在する。最急曲線は楚原駅 - 麻生田駅間の曲線半径80 mである[1]。過去には西桑名駅構内に半径40 mの急曲線が存在した。
  - 最急勾配は、楚原駅桑名方の33パーミルである。
- 軌道
  - 軌間は762 mmである。「特殊狭軌」または「ナローゲージ」と呼ばれる。
  - 軌条（レール）は、かつては軽便鉄道規格の15k・22kレール（それぞれ1 mあたり15 kg・22 kg）が使用されていた。現在は重軌条化が進み、車庫線以外では40Nレール（一部50N・30kレール）が使用される。北大社車庫内には現在も22kレールが残存する。
  - 半径300 m未満の曲線には脱線防止ガード（護輪軌条）が設置されている。脱線防止ガードの設置基準は半径200 m以下の曲線であり、これよりも設置基準を厳しくすることで安全性が確保されている。
  - マクラギは、PCマクラギは用いられず、すべて木マクラギである。
- 分岐器・転轍器 大泉駅の乗越分岐器

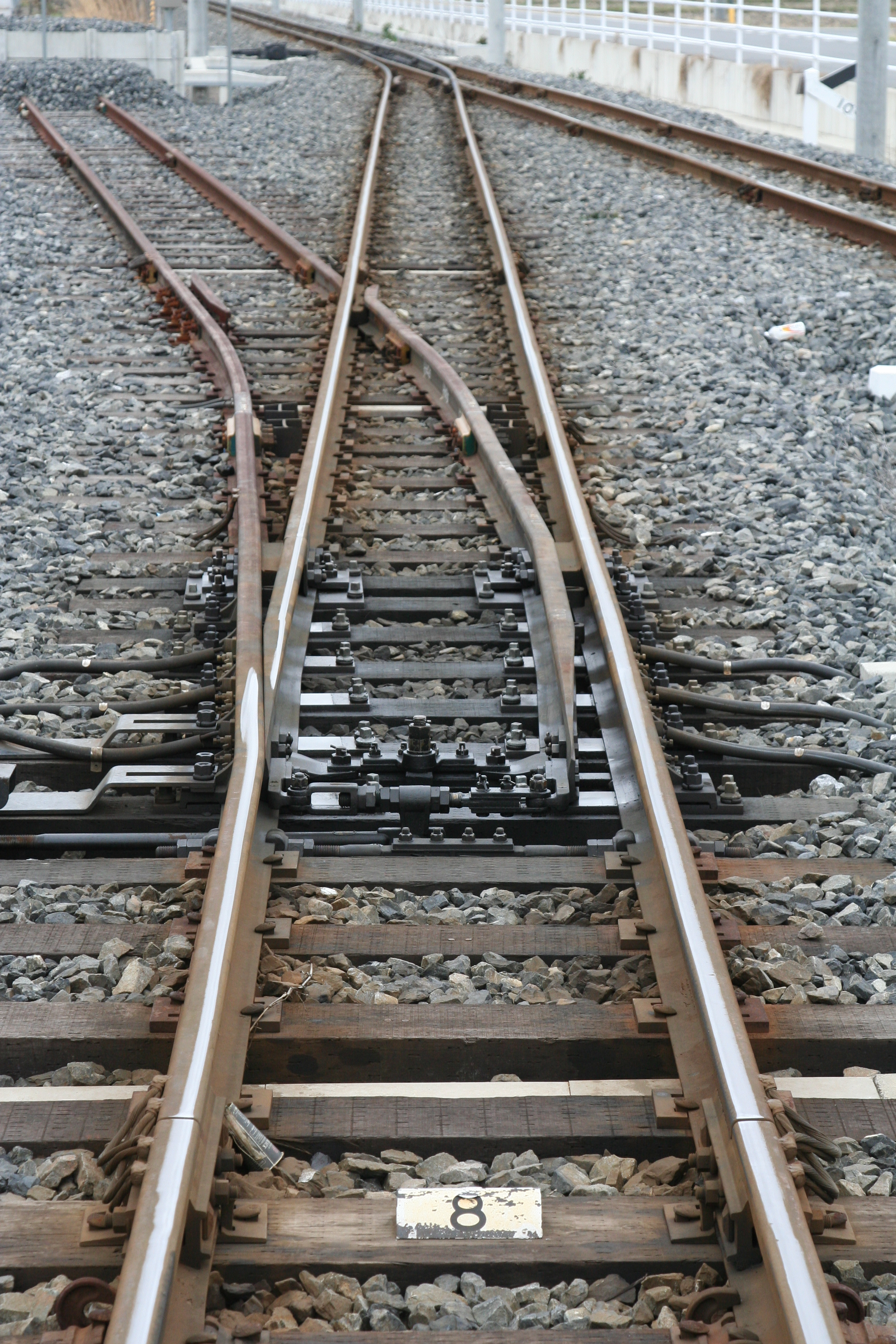
大泉駅の乗越分岐器

  - 分岐器は、分岐側の曲線半径が小さいため列車通過制限速度が厳しく（15・20・25 km/h）列車の高速化を阻んでいる。
  - 本線上の転轍器は、三岐鉄道の運営移管以降に新設・改良されたもの（東員駅・北大社信号場・大泉駅・阿下喜駅）には電気転轍機（東員駅から遠隔制御）が用いられるが、以前から設置されているもの（馬道駅・在良駅・七和駅・楚原駅）は発条転轍機である。
  - 東員駅・大泉駅には安全側線が設置され、列車行き違い時の上下列車の駅構内同時進入が可能となっている。当駅の安全側線への分岐には乗越分岐器が用いられているが、特殊狭軌線用の乗越分岐器は非常に珍しい。

### 橋梁

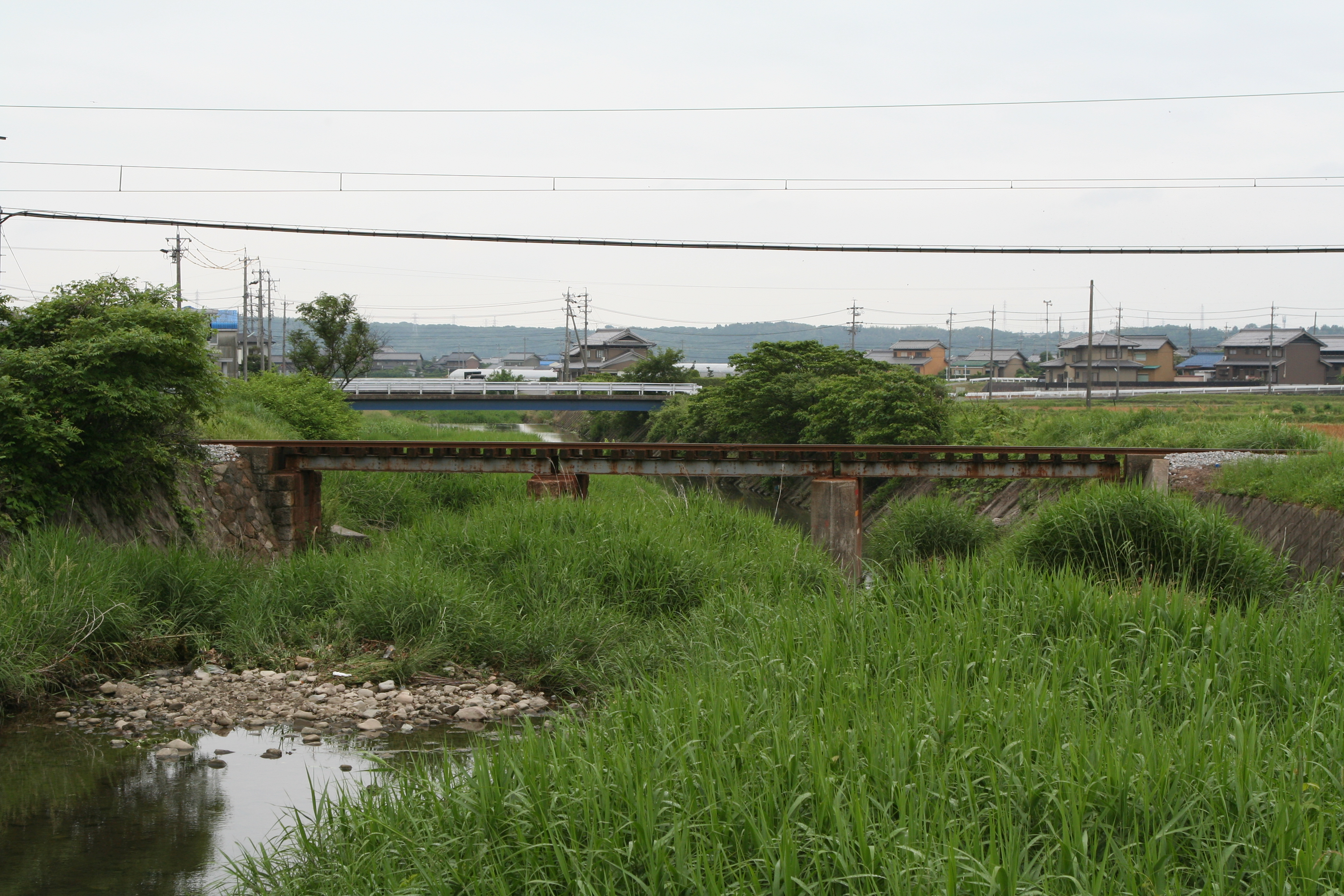
軽便鉄道規格の簡素なものが多く、桁長さが短く、桁厚さが薄く、橋脚数が多いのが特徴である。
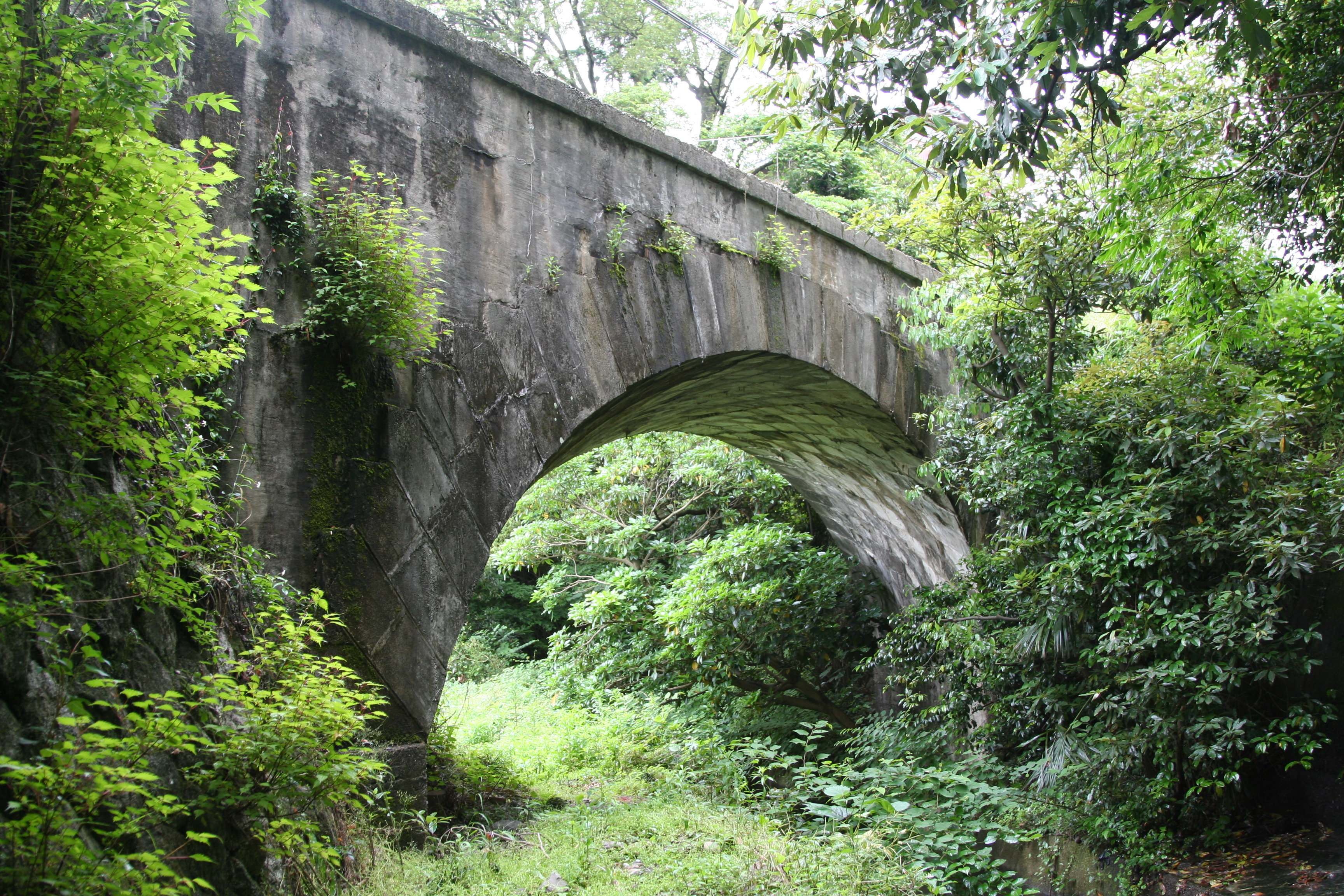
橋台・橋脚は西桑名駅 - 楚原駅間については石積みが、楚原駅 - 阿下喜駅間については無筋コンクリート製が多い。
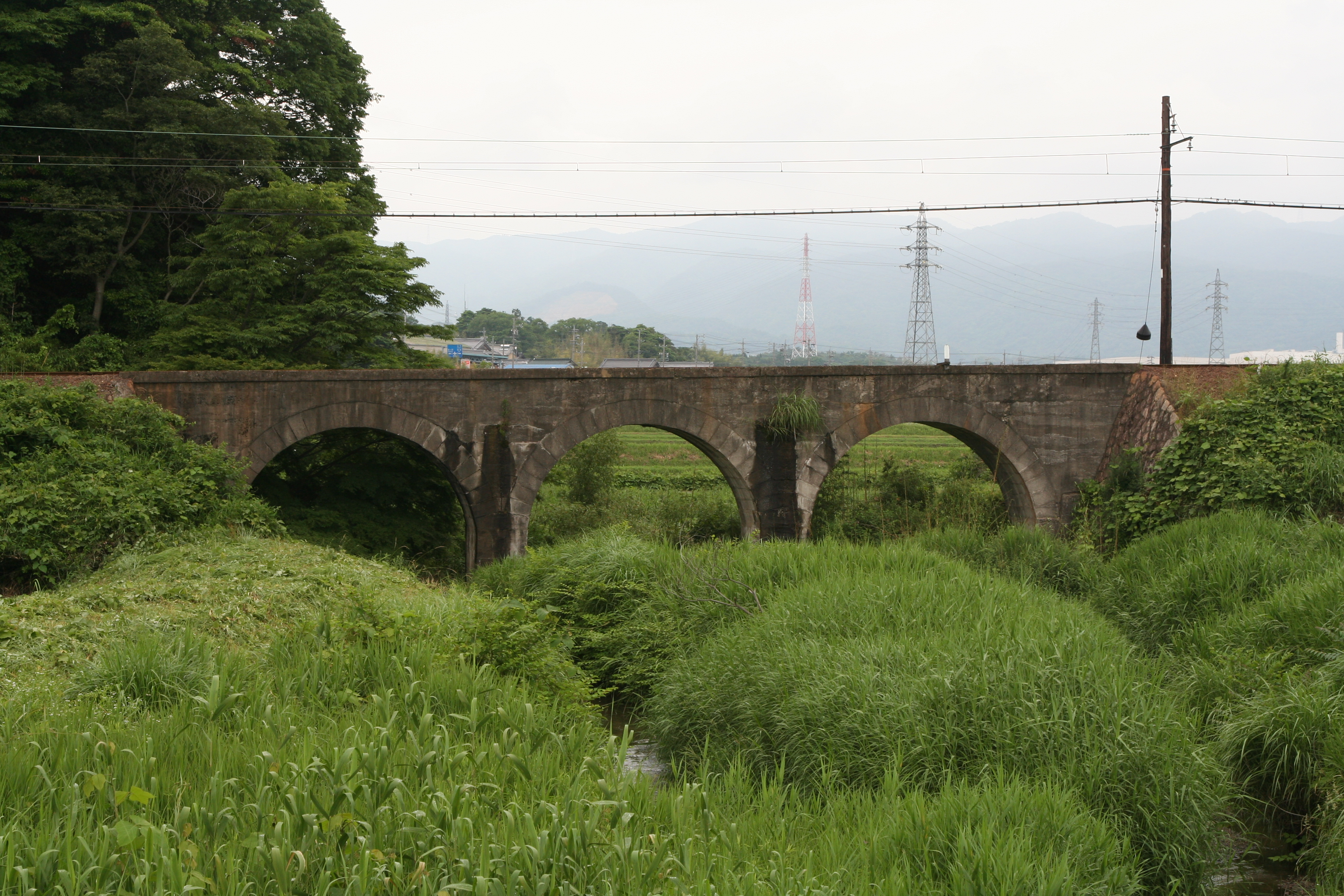
楚原駅 - 麻生田駅間の「六把野井水拱橋」は「日本の近代土木遺産 - 現存する重要な土木構造物2000選」の認定を受けている。無筋コンクリート製のアーチ橋で、斜橋となっており、土木技術的にきわめて貴重なものである。この橋の阿下喜方にある「明智川拱橋」は無筋コンクリート製の3連アーチ橋となっており、北勢線列車の好撮影地である。
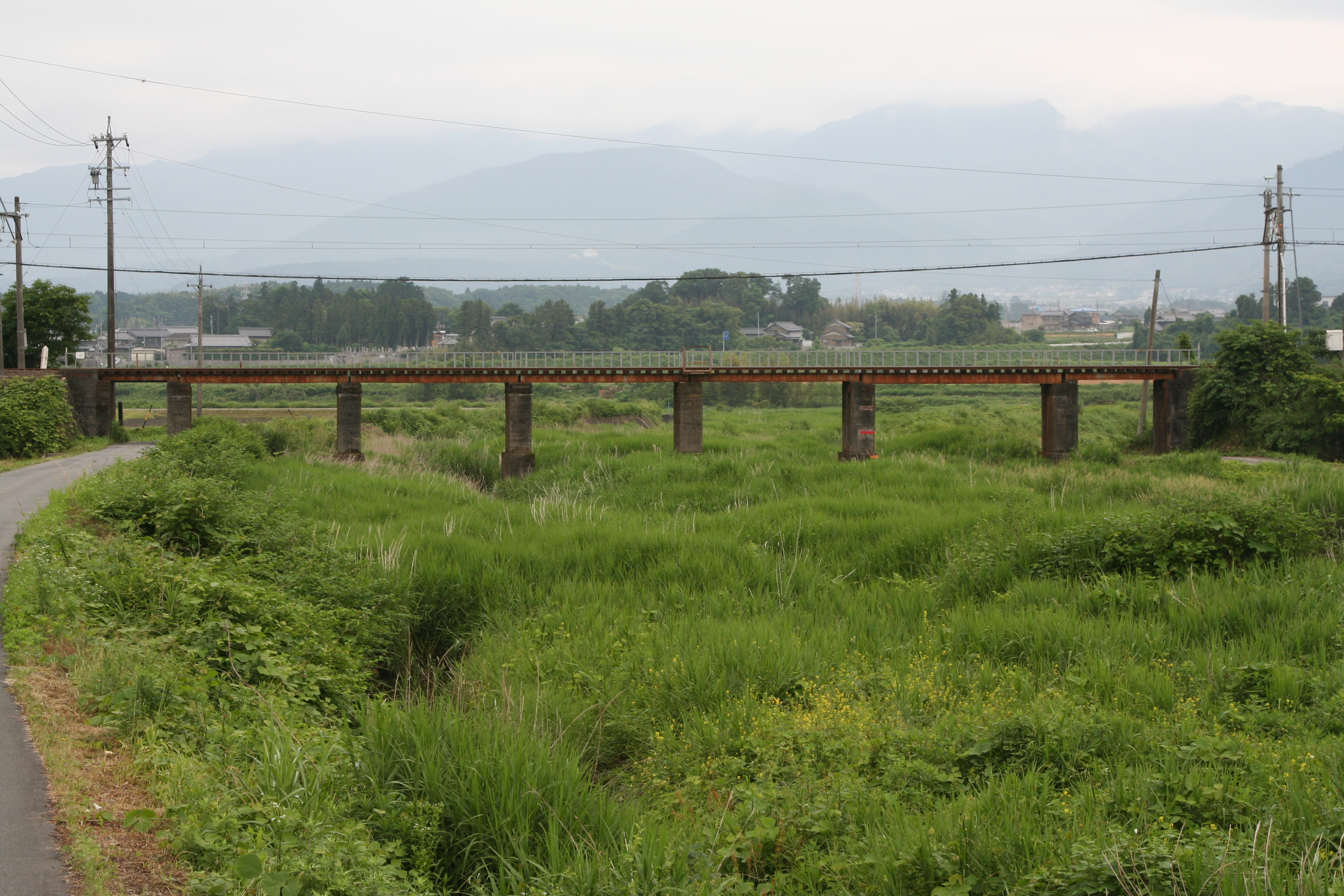
藤川橋梁は、北勢線高速化工事の一環として行われる曲線改良工事によって、別線にて付け替えられた。

| 駅 間           | 橋 梁 名       | キロ程 | 径間 | 橋台数 | 橋脚数 | 桁・橋梁種別       | 河川・道路名 | 所 在 地      |
| --------------- | -------------- | ------ | ---- | ------ | ------ | ------------------ | ------------ | ------------- |
| 星川 - 七和間   | 嘉例川橋梁     | 5.7    | 16.3 | 2      | 2      | 鉄桁               | 嘉例川       | 桑名市        |
| 七和 - 穴太間   | 弁天川橋梁     | 7.5    | 15.1 | 2      | 2      | 鉄桁               | 弁天川       | 桑名市        |
| 穴太 - 東員間   | 藤川橋梁       | 9.4    | 28.1 | 2      | 0      | コンクリート桁     | 藤川         | 員弁郡 東員町 |
| 東員 - 大泉間   | 茶屋川橋梁     | 11.0   | 54.6 | 2      | 7      | 鉄桁               | 戸上川       | 員弁郡 東員町 |
| 楚原 - 麻生田間 | 六把野井水拱橋 | 15.3   | 9.1  | 2      | 0      | コンクリートアーチ | 六把野井水   | いなべ市      |
| 楚原 - 麻生田間 | 明智川拱橋     | 15.5   | 19.8 | 2      | 2      | コンクリートアーチ | 明智川       | いなべ市      |
| 楚原 - 麻生田間 | 山田川橋梁     | 17.0   | 43.3 | 2      | 6      | 鉄桁               | 山田川       | いなべ市      |

- 藤川橋梁（架替前）
- 六把野井水拱橋
- 明智川拱橋
- 山田川橋梁

### 車庫
- 北大社信号場内にある。
- 車庫内で車両の列車検査・月検査を施工するが、定期検査（全般検査・重要部検査）を行う施設が無いため、定期検査時は車両の主要部品を車庫外に持ち出して他の車両工場で検査を実施する。
- 入出庫のために、東員駅 - 北大社信号場間に回送列車が設定されている。

### 電気
- 変電所

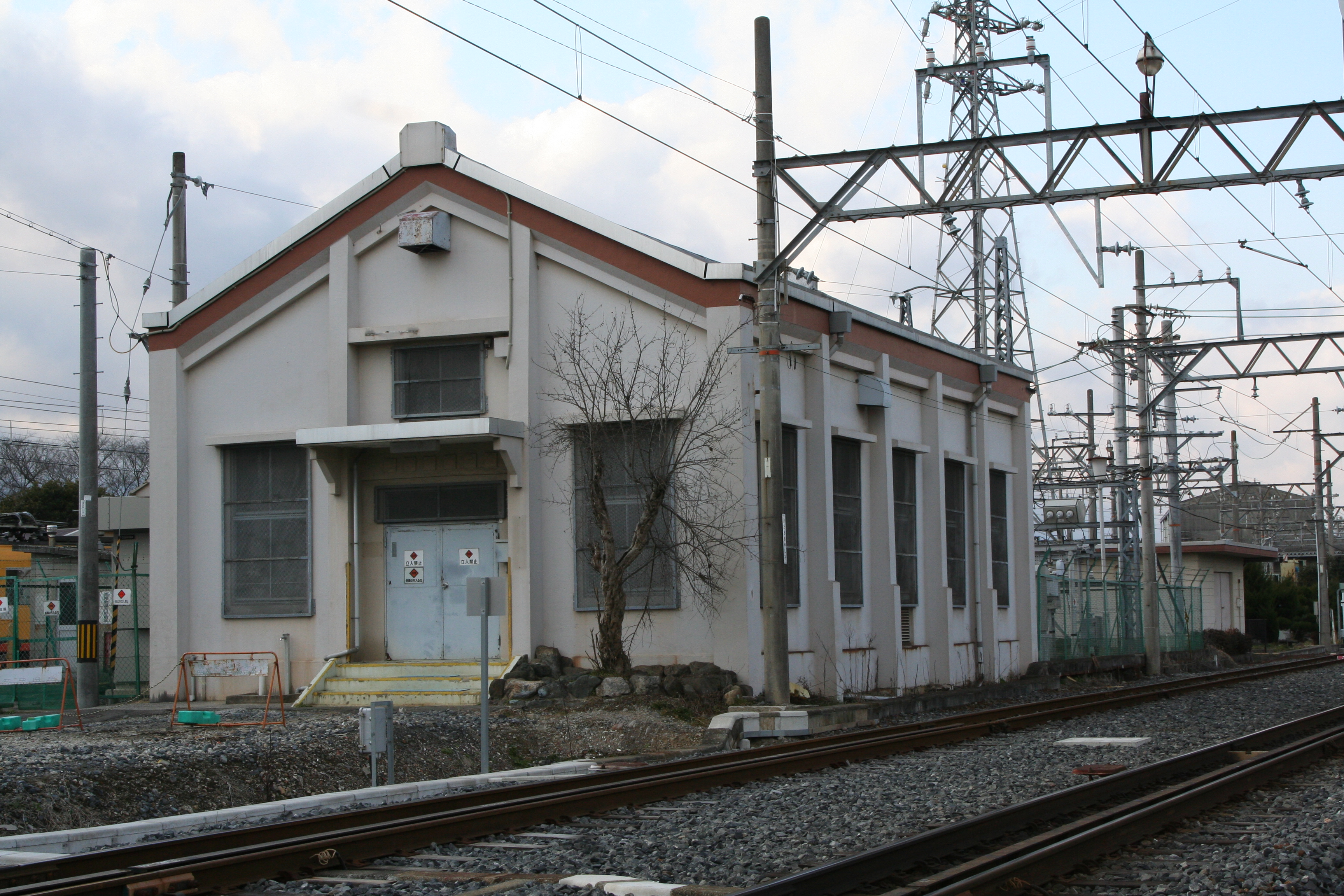
北大社変電所

  - 現在、北大社変電所のみ稼動している。以前は、西別所変電所、北大社変電所、麻生田変電所の3か所の変電所であったが、北大社変電所は北勢線高速化工事の一環として出力増強工事が行われ、西別所変電所と麻生田変電所は撤去された。
- 電路設備
  - 架線は、シンプルカテナリー方式である。
  - 電柱はコンクリート柱化工事が進行中である。
  - 架線自動張力調整装置（テンションバランサー）が西桑名駅 - 楚原駅間に設置されている。
  - 北勢線高速化工事の一環として、き電線の増強工事が行われた。

### 保安装置・その他
- 信号・連動装置・CTC
  - 常置信号機として、場内信号機、出発信号機、誘導信号機（東員駅のみ）、入換信号機（東員駅・北大社信号場）、中継信号機が設けられている。場内信号機直下には、手信号代用機が併設される。
  - 信号機は、大半の区間において2位式（黄色: Y、赤色: R）を採用するが、途中に北大社信号場を含む東員駅 - 大泉駅間は3位式となっている。
  - 馬道・東員・大泉・阿下喜の各駅および北大社信号場ではすべての信号機が、在良・楚原駅では一部の信号機がLED化されている。
  - 終端駅である西桑名・阿下喜駅以外に七和・東員・大泉・楚原駅および北大社信号場で列車折り返しが可能である。このうち七和・大泉・楚原駅では下り列車が下り本線に入線しそのまま上り方向に折り返す。一方、東員駅では上下方向から上り本線、下り本線のいずれにも入線可能で、かつ上下どちらの方向にも出発が可能である。これは、東員駅で北大社車庫への出入庫列車との車両取り替えが行なわれることに対応させるためである。
  - 列車集中制御装置 (CTC)  が設置され、東員駅の運転指令において全駅の信号制御および電気転轍機の制御が可能となっている。情報伝送は光ケーブルを使用する。
  - 連動装置は、三岐鉄道の運営移管以降に新設・改良されたもの（東員駅+北大社信号場、大泉駅、阿下喜駅）については第一種継電連動装置が、これ以外の従前から設置されているもの（馬道駅・在良駅・七和駅・楚原駅）は第三種継電連動装置となっている。
- ATS
  - 多変周式・連続照査型の「近鉄型ATS」を採用している。
  - ATSの速度制限段としては0・15・25・35・45 km/hの5段となっているが、現在進行中の「車両の高速化工事」によって70 km/hの制限段が追加された。現在、70 km/hの制限段は使用されておらず、運転最高速度も45 km/hのままである。
  - 西桑名駅・東員駅留置線・阿下喜駅には終端用ATSがあり、線路終点部分での列車の過走を防止するようになっている。
  - 急曲線部分・急勾配部分の速度制限箇所の一部には速度超過防止用ATSが備えられている。
  - 地上子は通常2本のレールの間に置くが、軌間が狭い北勢線では上り電車用と下り電車用の識別が困難であるため地上子は2本のレールの外側（進行方向に向かって右側）に設置される。
- 踏切 大泉駅横にあるオーバーハング型警報機

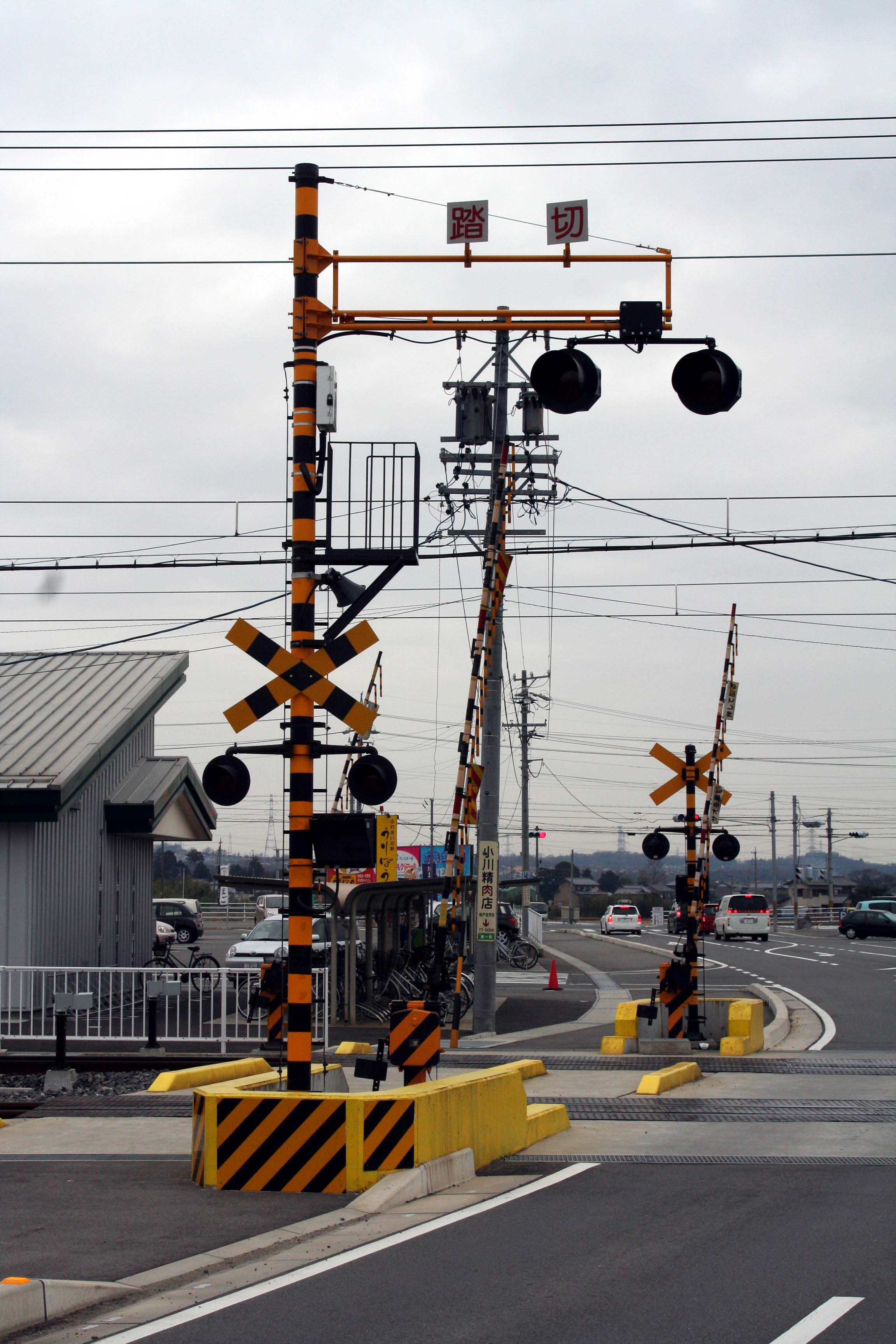
大泉駅横にあるオーバーハング型警報機

  - 第1種踏切（警報機・遮断機付き）73か所、第3種踏切（警報機のみ）3か所の合計76か所の踏切がある。第4種踏切（警報機・遮断機共なし）はなく、全踏切で自動化されており、中小私鉄路線としては近代化が進んでいる。なお、これらの設備の大半は近鉄時代に整備されたものである。
  - 東員駅にて、北勢線全線の踏切の集中監視を行っている。以前は、西桑名駅・北大社駅・阿下喜駅の3か所で、それぞれのエリアごとに監視を行っていた。
  - 穴太駅 - 東員駅間の穴太7号踏切、東員駅 - 大泉駅間の東員12号踏切には、視認性に優れたオーバーハング型警報機を各2基備えている。
  - 東員駅 - 大泉駅間の東員12号踏切には、踏切障害検知装置・踏切障害報知装置を備えている。
  - 西桑名駅 - 馬道駅間の西桑名第2号踏切では、762 mm（北勢線）・1067 mm（JR関西本線）・1435 mm（近鉄名古屋線）の3種類の軌間が臨める。
- 標識
  - 北勢線が以前は近鉄の路線であったことから近鉄タイプの標識が多く使用される。近年、速度制限標識等が三岐線と共にJR仕様に変更されつつある。

## 車両
7編成24両の車両が在籍する。現在、すべての車両が高速化改造工事を施され、冷房化改造工事が引き続き進行している。近鉄時代に付与された電算記号（K71など）は移管後もそのまま流用されている。なお三重交通・近鉄時代の形式は制御電動車(cM)・制御車(cT)・付随車(T)がそれぞれ「モ」「ク」「サ」だったが、冷房化・高速化改造編成から三岐線と同じ「クモハ」「クハ」「サハ」に改められている。「クモハ」の形式記号を使用しているJR以外の鉄道事業者は少ない。

### 現有形式
- 270系
- 140形
- 200系
- 130形

各編成は電動車の270系と、付随車であるそれ以外の形式によって組成される。
↑阿下喜 方
| 編成 | 編成 | 編成       | 編成 | 編成                   | 編成     | 編成               | 編成         | 編成 | 編成       | 編成       | 編成     | 編成       |
| 編成 | 車番 | 形式       | 型式 | 寸法 （長×幅×高） [mm] | 自重 [t] | 定員 （座席） [人] | 台車         | 車体 | 製造年月   | 製造所     | 主電動機 | 車載装置※  |
| ---- | ---- | ---------- | ---- | ---------------------- | -------- | ------------------ | ------------ | ---- | ---------- | ---------- | -------- | ---------- |
| K71  | 271  | クモハ 270 | Mc2  | 15600×2110×3670        | 15.9     | 72 (28)            | KD219 KD219A | 全鋼 | 1977年10月 | 近畿車輛   | 38 kW×2  | 制・冷     |
| K71  | 146  | サハ 140   | T    | 11380×2130×3256        | 10.3     | 54 (24)            | NT-7K        | 全鋼 | 1961年10月 | 日本車両   | ―        | イ・冷     |
| K71  | 171  | クモハ 170 | Mc1  | 15600×2110×3352        | 14.8     | 73 (28)            | KD219 KD219A | 全鋼 | 1977年10月 | 近畿車輛   | 38 kW×2  | 電・空・冷 |
| K72  | 272  | クモハ 270 | Mc2  | 15600×2110×3670        | 15.9     | 72 (28)            | KD219 KD219A | 全鋼 | 1977年10月 | 近畿車輛   | 38 kW×2  | 制・冷     |
| K72  | 147  | サハ 140   | T    | 11380×2130×3256        | 10.3     | 54 (24)            | NT-7K        | 全鋼 | 1962年10月 | 日本車両   | ―        | イ・冷     |
| K72  | 172  | クモハ 170 | Mc1  | 15600×2110×3352        | 14.8     | 73 (28)            | KD219 KD219A | 全鋼 | 1977年10月 | 近畿車輛   | 38 kW×2  | 電・空・冷 |
| K73  | 273  | クモハ 273 | Mc   | 15600×2110×3670        | 15.6     | 77 (37)            | KD219        | 全鋼 | 1977年10月 | 近畿車輛   | 38 kW×4  | 制         |
| K73  | 142  | サハ 140-1 | T3   | 11380×2130×3418        | 9.8      | 49 (22)            | NT-7K        | 全鋼 | 1960年8月  | 日本車両   | ―        | 冷         |
| K73  | 136  | サハ 130   | T2   | 11200×2110×3352        | 9.0      | 52 (20)            | KD219G       | 半鋼 | 1954年10月 | 帝国車輌   | ―        | 冷         |
| K73  | 141  | クハ 140   | Tc1  | 11380×2130×3418        | 10.7     | 52 (24)            | NT-7K        | 全鋼 | 1960年6月  | 日本車両   | ―        | 電・空・冷 |
| K74  | 274  | クモハ 273 | Mc   | 15600×2110×3670        | 15.6     | 77 (37)            | KD219        | 全鋼 | 1977年10月 | 近畿車輛   | 38 kW×4  | 制         |
| K74  | 144  | サハ 140-1 | T3   | 11380×2130×3418        | 9.8      | 49 (22)            | NT-7K        | 全鋼 | 1960年8月  | 日本車両   | ―        | 冷         |
| K74  | 137  | サハ 130   | T2   | 11200×2110×3352        | 9.0      | 52 (20)            | KD219G       | 半鋼 | 1954年11月 | 帝国車輌   | ―        | 冷         |
| K74  | 143  | クハ 140   | Tc1  | 11380×2130×3418        | 10.7     | 52 (24)            | NT-7K        | 全鋼 | 1960年8月  | 日本車両   | ―        | 電・空・冷 |
| K75  | 275  | クモハ 273 | Mc   | 15600×2110×3670        | 15.6     | 77 (37)            | KD219        | 全鋼 | 1977年10月 | 近畿車輛   | 38 kW×4  | 制         |
| K75  | 138  | サハ 138   | T2   | 11200×2110×3352        | 9.8      | 52 (20)            | KD219B       | 半鋼 | 1954年11月 | 帝国車輌   | ―        | イ・冷     |
| K75  | 145  | クハ 140   | Tc1  | 11380×2130×3418        | 10.7     | 52 (24)            | NT-7K        | 全鋼 | 1961年10月 | 日本車両   | ―        | 電・空・冷 |
| K76  | 276  | クモハ 273 | Mc   | 15600×2110×3670        | 15.6     | 77 (37)            | KD219        | 全鋼 | 1977年10月 | 近畿車輛   | 38 kW×4  | 制         |
| K76  | 135  | サハ 130   | T2   | 11200×2110×3197        | 9.0      | 56 (24)            | KD219G       | 半鋼 | 1954年10月 | ナニワ工機 | ―        | ―          |
| K76  | 134  | クハ 130   | Tc1  | 11200×2110×3419        | 10.5     | 52 (22)            | KD219E       | 半鋼 | 1954年4月  | 帝国車輌   | ―        | 電・空     |
| K77  | 277  | クモハ 277 | Mc   | 15600×2110×3670        | 13.8     | 72 (24)            | KD219F       | 全鋼 | 1990年8月  | 近畿車輛   | 38 kW×4  | 制         |
| K77  | 201  | サハ 200   | T3   | 10750×2130×3190        | 10.0     | 65 (30)            | ND106K       | 全鋼 | 1959年8月  | 日本車両   | ―        | 空         |
| K77  | 101  | サハ 100   | T2   | 10700×2130×3190        | 11.0     | 68 (32)            | ND106AK      | 全鋼 | 1959年8月  | 日本車両   | ―        | ―          |
| K77  | 202  | クハ 200   | Tc1  | 10750×2130×3352        | 11.0     | 63 (28)            | ND106K       | 全鋼 | 1959年8月  | 日本車両   | ―        | 電         |

↓西桑名 方
※制：制御装置、電：電動発電機、イ：静止型インバータ、空：空気圧縮機、冷：冷房装置

### 過去の在籍形式
- 蒸気機関車
  - 北勢1形
  - 北勢4形
  - 北勢5形→三重交通21・31形
  - 北勢8形
- 電気機関車
  - 北勢20形→三重交通71形
  - 松阪電鉄デキ11形→三重交通61形
- ディーゼル機関車
  - 三重交通D21形
- 電動客車
  - 北勢モハニ50形→三重交通モニ220形→近鉄モニ220・モ220・ク220形
- 客車・付随客車
  - 北勢ハフ1形→三重交通サニ401・411・421・サ451形
  - 三重交通サニ431・サ100・150形

## 北勢線と並行バス路線
以前は、北勢線全線に並行する路線バスがあり、北勢線よりも路線バスの方が所要時間が短く運転本数も多かった。三岐鉄道による運営となって以降、北勢線では高速化および増発・最終列車の時刻繰り下げが行われる一方で、路線バスは減便・最終便の時刻繰り上げ・益生駅前経由便（最短経路）の廃止等が行なわれた。
三岐鉄道運行によるバス路線が廃止された（すなわち三岐鉄道が阿下喜 - 西桑名間の路線を北勢線に一本化した）現在は、並行バス路線が桑名 - 星川以西の各区間（三重交通）、桑名 - 西別所間（八風バス）で設定されている。また、バス路線の廃止により公共交通手段が失われた地域も存在する（並行路線バスルート上3か所の医療施設のうち1か所で公共交通手段が失われた）。
| 桑名 - 阿下喜間の鉄道とバスの比較 | 桑名 - 阿下喜間の鉄道とバスの比較 | 桑名 - 阿下喜間の鉄道とバスの比較                                                          | 桑名 - 阿下喜間の鉄道とバスの比較                                     | 桑名 - 阿下喜間の鉄道とバスの比較                                                                       | 桑名 - 阿下喜間の鉄道とバスの比較 |
| 北勢線ダイヤ改正日                | 交通機関                          | 運転本数                                                                                   | 運転所要時間                                                          | 運転時間帯                                                                                              | 大人運賃                          |
| --------------------------------- | --------------------------------- | ------------------------------------------------------------------------------------------ | --------------------------------------------------------------------- | --- | --------------------------------- |
| 2003年 （平成15年） 4月1日現在    | 鉄道                              | 1日17.5往復 概ね1時間に 1 - 2本（朝ラッシュ時） 1本（朝ラッシュ以外） 0.5本（11 - 12時台） | 概ね52 - 60分 （時間帯によっては52 - 71分）                           | 西桑名発5:42 - 22:30 （阿下喜行き最終は21:30） 阿下喜発5:46 - 21:50                                     | 460円                             |
| 2003年 （平成15年） 4月1日現在    | バス                              | 平日1日31往復 休日1日上り29・下り27往復 概ね1時間に2本 （平日朝夕時間帯では 1時間に3本）   | 概ね46 - 53分 （時間帯によっては44 - 53分） ※員弁総合病院前経由便新設 | 桑名駅前発平日7:10 - 20:20 桑名駅前発休日7:25 - 20:20 阿下喜発平日6:15 - 19:10 阿下喜発休日6:20 - 20:10 | 660円                             |
| 2003年 （平成15年） 9月1日現在    | 鉄道                              | 1日21.5往復 概ね1時間に 1 - 2本（朝ラッシュ時） 1本（昼間） 1 - 2本（夕方から深夜まで）    | 概ね52 - 60分 （時間帯によっては52 - 74分）                           | 西桑名発5:34 - 23:00 阿下喜発5:37 - 22:18                                                               | 460円                             |
| 2003年 （平成15年） 9月1日現在    | バス                              | 平日1日31往復 休日1日上り29・下り27往復 概ね1時間に2本 （平日朝夕時間帯では 1時間に3本）   | 概ね46 - 53分 （時間帯によっては44 - 53分）                           | 桑名駅前発平日7:10 - 20:20 桑名駅前発休日7:25 - 20:20 阿下喜発平日6:15 - 19:10 阿下喜発休日6:20 - 20:10 | 660円                             |
| 2005年 （平成17年） 3月26日現在   | 鉄道                              | 1日23.5往復 概ね1時間に 1 - 2本（朝ラッシュ時） 1本（午前中） 1 - 2本（午後から深夜まで）  | 概ね49 - 55分 （時間帯によっては49 - 62分）                           | 西桑名発5:38 - 23:00 阿下喜発5:38 - 22:19                                                               | 460円                             |
| 2005年 （平成17年） 3月26日現在   | バス                              | 平日1日31往復 休日1日上り29・下り27往復 概ね1時間に2本 （平日朝夕時間帯では 1時間に3本）   | 概ね46 - 53分 （時間帯によっては44 - 53分）                           | 桑名駅前発平日7:10 - 20:20 桑名駅前発休日7:25 - 20:20 阿下喜発平日6:15 - 19:10 阿下喜発休日6:20 - 20:10 | 660円                             |
| 2005年 （平成17年） 12月20日現在  | 鉄道                              | 1日23.5往復 概ね1時間に 1 - 2本（朝ラッシュ時） 1本（午前中） 1 - 2本（午後から深夜まで）  | 概ね49 - 55分 （時間帯によっては49 - 62分）                           | 西桑名発5:38 - 23:00 阿下喜発5:38 - 22:19                                                               | 460円                             |
| 2005年 （平成17年） 12月20日現在  | バス                              | 平日1日24往復 休日1日23往復 概ね1時間に2本 （昼間一部時間帯では 1時間に1本）               | 概ね46 - 53分 （時間帯によっては44 - 53分）                           | 桑名駅前発平日7:10 - 20:20 桑名駅前発休日7:50 - 20:20 阿下喜発平日6:15 - 19:10 阿下喜発休日6:40 - 19:10 | 660円                             |
| 2006年 （平成18年） 4月1日現在    | 鉄道                              | 1日30.5往復 概ね1時間に 1 - 3本（朝ラッシュ時） 1本（午前中） 2本（午後から深夜まで）      | 概ね47 - 56分 （時間帯によっては47 - 62分）                           | 西桑名発5:36 - 23:00 阿下喜発5:37 - 22:27                                                               | 460円                             |
| 2006年 （平成18年） 4月1日現在    | バス                              | 平日1日24往復 休日1日23往復 概ね1時間に2本 （昼間一部時間帯では 1時間に1本）               | 概ね46 - 53分 （時間帯によっては44 - 53分）                           | 桑名駅前発平日7:10 - 20:20 桑名駅前発休日7:50 - 20:20 阿下喜発平日6:15 - 19:10 阿下喜発休日6:40 - 19:10 | 660円                             |
| 2006年 （平成18年） 12月20日現在  | 鉄道                              | 1日30.5往復 概ね1時間に 1 - 3本（朝ラッシュ時） 1本（午前中） 2本（午後から深夜まで）      | 概ね47 - 56分 （時間帯によっては47 - 62分）                           | 西桑名発5:36 - 23:00 阿下喜発5:37 - 22:27                                                               | 460円                             |
| 2006年 （平成18年） 12月20日現在  | バス                              | 平日1日17往復 休日1日16往復 概ね1時間に1本 （一部時間帯では1時間に2本）                    | 概ね53分 （時間帯によっては51 - 53分） ※最短経路の益生駅前経由便廃止  | 桑名駅前発平日7:10 - 20:00 桑名駅前発休日7:50 - 20:00 阿下喜発平日6:00 - 18:10 阿下喜発休日6:40 - 18:10 | 660円                             |
| 2007年 （平成19年） 12月20日現在  | 鉄道                              | 1日30.5往復 概ね1時間に 1 - 3本（朝ラッシュ時） 1本（午前中） 2本（午後から深夜まで）      | 概ね47 - 56分 （時間帯によっては47 - 62分）                           | 西桑名発5:36 - 23:00 阿下喜発5:37 - 22:27                                                               | 460円                             |
| 2007年 （平成19年） 12月20日現在  | バス                              | 平日1日14往復 休日1日13往復 1時間に1本 （桑名発8時台・平日の阿下喜発6時台 のみ1時間に2本） | 概ね53分 （時間帯によっては51 - 53分）                                | 桑名駅前発平日7:30 - 19:50 桑名駅前発休日8:05 - 19:50 阿下喜発平日6:10 - 18:10 阿下喜発休日6:50 - 18:10 | 660円                             |

※表中、「休日」とは「土・日・祝日・年末年始」を、「平日」とは「休日」以外の日を言う。

## 北勢線活性化・リニューアル事業

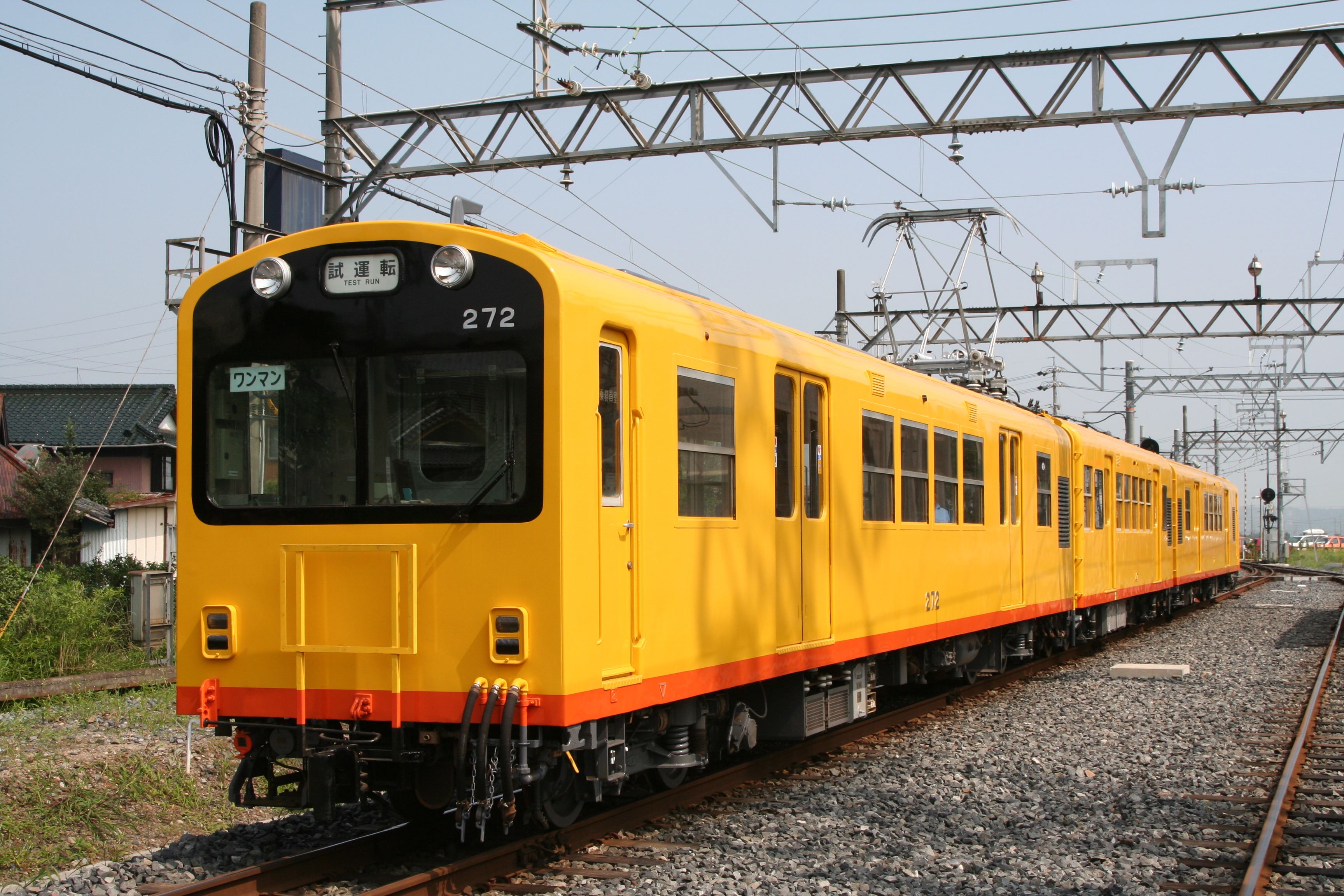
冷房化改造電車（272+147+172号車）

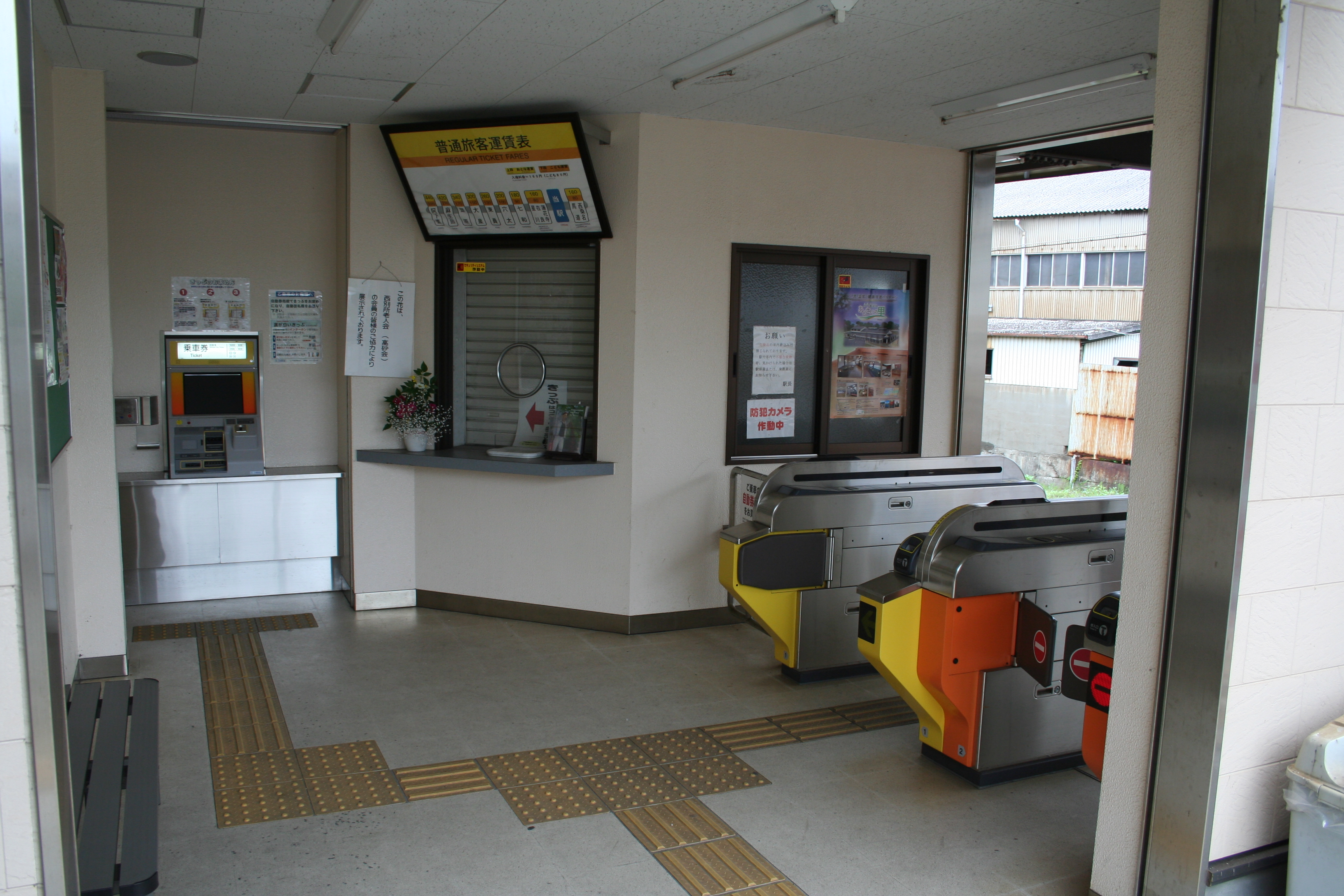
駅務機器自動化システム（自動券売機・改札機）西別所駅にて

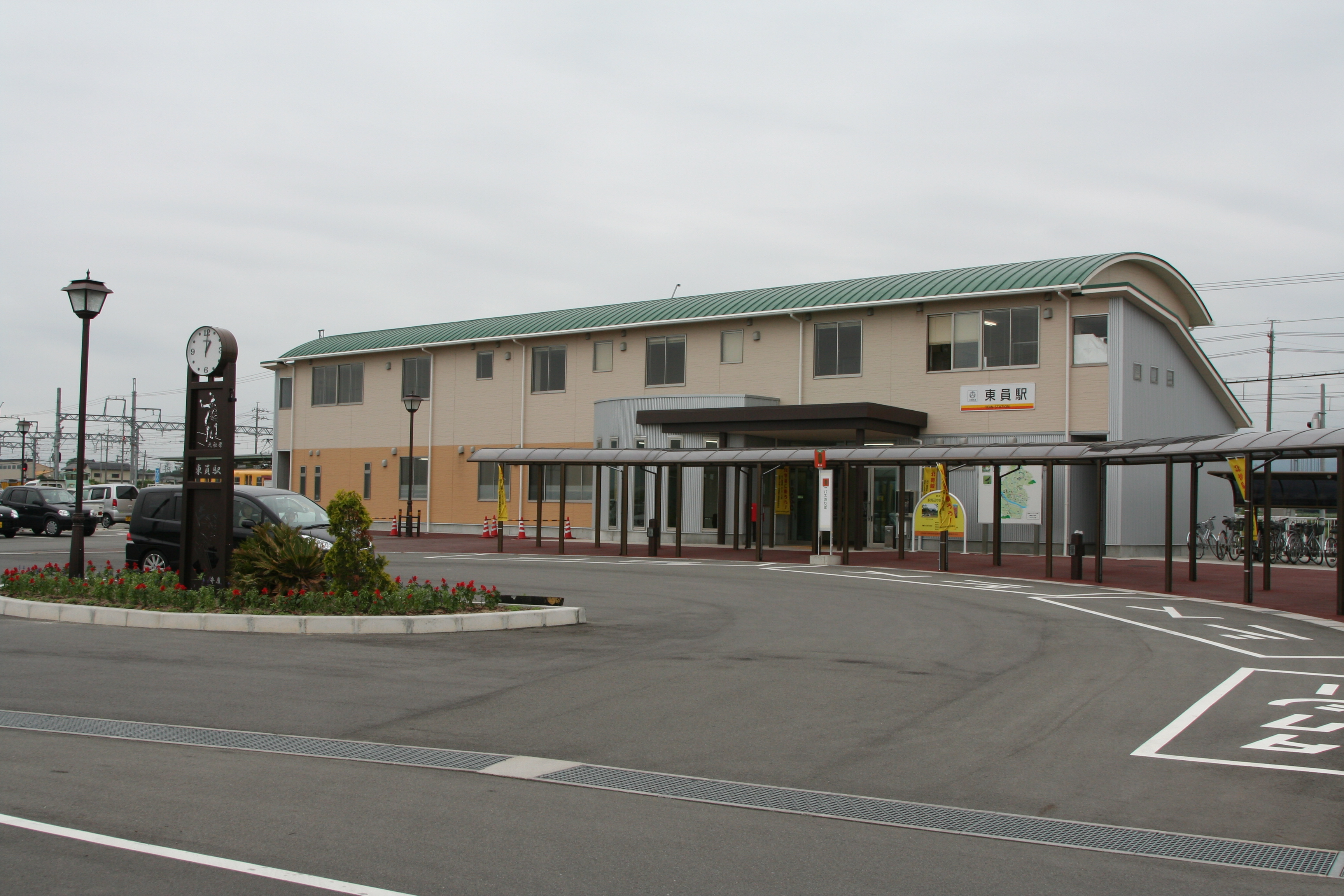
東員駅舎と駅前ロータリー

北勢線の活性化を図るため、以下の4つの事業が進められている。
1、北勢線高速化事業
2004年（平成16年）4月から5ヵ年の計画で「北勢線高速化事業」（国・県・市町による幹線鉄道活性化補助事業）が開始された。阿下喜 - 西桑名間の52分かかる所要時間を10分短縮して42分にすることを目指している。主な事業内容としては、駅の新設・統廃合、列車行き違い設備新設、阿下喜駅2線化設備新設、曲線改良、橋梁改修、北大社変電所出力増強、電路支持物改良・き電線増強工事などがある。
2、西桑名駅乗り継ぎ円滑化事業
2006年（平成18年）4月から3ヵ年の計画で「北勢線西桑名駅乗り継ぎ円滑化事業」（国・県・市町による幹線鉄道活性化補助事業）が開始された。路線を延伸して西桑名駅を北側に移設する計画である。また、本事業とは別にJR・近鉄桑名駅も橋上駅舎化の上、現在よりも南側に移設される計画で、両駅間での乗り換えの利便性が向上する。
3、北勢線近代化事業
2004年（平成16年）4月から、「北勢線近代化事業」（国・県・市町による鉄道軌道近代化設備整備費補助事業）が開始され、車両の冷房化・高速化工事、駅務機器の自動化システム整備、東員駅舎整備、CTCの整備等が行われている。

・車両の冷房化・高速化
近鉄からの運営移管時は全車両に冷房がなかったが、2006年（平成18年）から順次冷房が装備されている。冷房装置は一般の電車のように屋根上に装備するのではなく、客室内の床上に設置される（15m車は1両に2台、10m車は1両に1台）。
また、冷房化と同時並行で車両の高速走行対応化工事(70 km/h)も施工されている。具体的な改造内容としては、モーターの分散配置、制御段に弱界磁段追加、ATS制御段の追加などである。ただし、地上側の軌道・信号設備が高速化未対応のため、現状での運転最高速度は従前通り45 km/hにとどまっている。

・駅務機器の自動化システム整備
(1) 無賃乗車の防止、(2) 降車駅での旅客の精算を不要とし旅客へのサービス向上を図る、(3) 駅務員等の人件費節減を図るため、各駅（馬道駅上りホームを除く）に自動券売機・自動精算機・自動改札機・旅客案内放送装置・インターホン・監視カメラが設置されている。
東員駅 において各駅（西桑名駅・馬道駅上りホームを除く）の遠隔監視（各駅の状況の確認、各駅の自動券売機・自動精算機・自動改札機遠隔操作、各駅への旅客案内放送の実施、各駅からのインターホンでの問い合わせ対応、各駅のシャッターの開閉）ができる。

・東員駅舎整備・CTCの整備
西桑名駅および北大社駅に分散していた現場運転・駅務部門を新設する東員駅に集約し、あわせて東員駅にCTCを整備し各駅の信号制御を東員駅から集中監視することとした。本工事は、2005年（平成17年）3月に終了した。

4、その他リニューアル事業など
走行中の揺れは他の鉄道と比べてかなり大きい。これを解消するために軌道強化工事が継続的に実施されている。
また、近鉄時代は、同じく762 mm軌間の内部線・八王子線と共に、交換駅では右側通行であったが、三岐鉄道に移管後しばらくして一般的な左側通行に改められた。

## 運賃・切符

### 普通乗車券・回数券・定期券
- 普通乗車券・回数券・定期券は、エンコード券となっている。
- 回数券は、通常の回数券（10枚分の価格で11枚発券）と、5枚分の価格で6枚発券される昼間割引回数券（平日10 - 16時と、土休日の終日使用可）があった。通学用割引回数券を除き、2024年11月末をもって販売を終了した[21]。
- 北勢線内の駅員配置駅では、硬券の入場券が常備されている。
- 近鉄名古屋線を介した、前後の三岐鉄道線の運賃通算は行われない。
- 通勤定期は1・3・6か月定期の3種類がある。通学定期については、1・3・6か月定期のほか、学期定期として1・2・3学期定期および前・後学期定期（原則として当該学期の始業式から終業式当日まで有効）が設定されている。
- 北勢線西桑名駅 - 近鉄桑名駅乗り換えによる、学期定期を除く連絡定期券が発売されていた[27]（対象の区間は三岐鉄道三岐線に同じく近鉄名古屋線、湯の山線および鈴鹿線）。なお学期定期は当初より設定されておらず、連絡定期券は、三岐鉄道発売分は2023年3月31日をもって、近鉄発売分は2023年5月15日をもって終売となった[28]。
- 関西線などのJR線や養老鉄道養老線との連絡定期券や連絡乗車券は設定されていない。

### 企画乗車券
2025年3月現在。
北勢線一日乗車券
2025年3月1日から発売されている北勢線内のみで使用できる一日乗車券。大人1200円、小人600円でICOCAまたはモバイルICOCAに搭載して使用する。ウエッブサイトおよび北勢線の有人駅で販売。

#### 発売終了
三岐鉄道1日乗り放題パス
2009年10月1日から北勢線を含む三岐鉄道全線で使用できる「三岐鉄道1日乗り放題パス」が大人1200円、小人600円で三岐鉄道全線の有人駅で発売されていた。2025年2月28日で発売終了。

## 駅一覧
- 全ての施設が三重県に所在。
- 線路（全線単線） … ◇：列車交換可、｜：列車交換不可

| 駅番号 | 駅名         | 営業キロ | 営業キロ | 接続路線・備考                                                                                            | 線路 | 所在地        |
| 駅番号 | 駅名         | 駅間     | 累計     | 接続路線・備考                                                                                            | 線路 | 所在地        |
| ------ | ------------ | -------- | -------- | --- | ---- | ------------- |
| H01    | 西桑名駅     | 0.0      | 0.0      | 東海旅客鉄道：CJ 関西本線 (桑名駅：CJ07) 近畿日本鉄道：E 名古屋線 (桑名駅：E13) 養老鉄道：養老線 (桑名駅) | ｜   | 桑名市        |
| H02    | 馬道駅       | 1.1      | 1.1      | | ◇    | 桑名市        |
| H03    | 西別所駅     | 0.9      | 2.0      | | ｜   | 桑名市        |
| H04    | 蓮花寺駅     | 1.5      | 3.5      | | ｜   | 桑名市        |
| H05    | 在良駅       | 0.6      | 4.1      | | ◇    | 桑名市        |
| H06    | 星川駅       | 1.4      | 5.5      | | ｜   | 桑名市        |
| H07    | 七和駅       | 1.4      | 6.9      | | ◇    | 桑名市        |
| H08    | 穴太駅       | 1.1      | 8.0      | | ｜   | 員弁郡 東員町 |
| H09    | 東員駅       | 1.7      | 9.7      | | ◇    | 員弁郡 東員町 |
|        | 北大社信号場 | 0.6      | 10.3     | | ｜   | 員弁郡 東員町 |
| H10    | 大泉駅       | 2.1      | 12.4     | | ◇    | いなべ市      |
| H11    | 楚原駅       | 2.0      | 14.4     | | ◇    | いなべ市      |
| H12    | 麻生田駅     | 3.7      | 18.1     | | ｜   | いなべ市      |
| H13    | 阿下喜駅     | 2.3      | 20.4     | | ◇    | いなべ市      |

### 廃止区間
1961年廃止。括弧内は起点からの営業キロ。
桑名京橋駅 (0.0 km) - 西桑名駅 (0.7 km)

### 廃駅
#廃止区間にある駅を除く。
- 稗田前駅 - 1969年5月15日廃止、西別所 - 蓮花寺間（西桑名起点2.8 km）
- 坂井橋駅 - 2005年3月26日廃止、在良 - 七和間（西桑名起点5.0 km）
- 六把野駅 - 2005年3月26日廃止、穴太 - 楚原間（西桑名起点9.1 km）
- 北大社駅 - 2005年3月26日旅客扱い廃止
- 大木駅 - 1969年5月15日廃止、穴太 - 楚原間（西桑名起点11.4 km）
- 大泉東駅 - 2004年4月1日廃止、穴太 - 楚原間（西桑名起点12.1 km）
- 長宮駅 - 2004年4月1日廃止、穴太 - 楚原間（西桑名起点12.9 km）
- 畑新田駅 - 1969年5月15日廃止、穴太 - 楚原間（西桑名起点14.1 km）
- 上笠田駅 - 2006年4月1日廃止、楚原 - 麻生田間（西桑名起点16.1 km）
- 六石駅 - 2006年4月1日廃止、麻生田 - 阿下喜間（西桑名起点19.0 km）

北勢線が三岐鉄道の運営になって以来、三岐鉄道が立案した「北勢線リニューアル計画」によって駅の廃止・統廃合が進められた。

## 駅スタンプ
北勢線沿線の名所、名産、電車を題材にした駅スタンプが西桑名駅、東員駅、阿下喜駅に設置されている。西桑名駅では七里の渡し跡とハマグリと電車、東員駅では猪名部神社と電車、阿下喜駅では駅舎とアジサイが描かれている。

## 利用状況
北勢線と三岐線は員弁川の左岸・右岸にほぼ並行しているが、かつては北勢線の輸送量が三岐線に比べて圧倒的に多かった。これは、北勢線沿線の人口が多く開発が進んでいること、起点駅（北勢線：国鉄・近鉄桑名駅、三岐線：国鉄富田駅）の規模の差によるものである。ところが、北勢線の輸送量は1975年（昭和50年）以降減少し続け、近年は三岐線輸送量の6 - 7割程度まで落ち込んだ。三岐線では、近鉄富田駅への乗り入れ、列車のスピードアップ、車両の冷房化、パークアンドライド・キスアンドライド施設の拡充、などが実施されているのに対し、北勢線ではこのような施策が実施されてこなかった結果といえる。北勢線では近鉄時代の1977 - 78年（昭和52 - 53年）に新車導入、信号自動化、ATS新設、西桑名駅移転などの大規模な近代化工事が実施されたが、輸送量は下げ止まらなかった。三岐鉄道移管後、列車のスピードアップ、車両の冷房化、パークアンドライド施設の拡充、などの実施により、輸送量は2005年度（平成17年度）以降はおおむね上昇傾向に転じている。

### 輸送実績
北勢線の輸送量の推移を下表に記す。2002年度までは鉄道統計年報。
1965年度（昭和40年度）以降の最高値を赤色の枠で、最低値を青色の枠で囲んで表記している。
| 年度別輸送実績             | 年度別輸送実績 | 年度別輸送実績                   | 年度別輸送実績                   | 年度別輸送実績                   | 年度別輸送実績                   | 年度別輸送実績   | 年度別輸送実績 | 年度別輸送実績                    |
| 運営主体                   | 年度 [年度]    | 輸送人員（乗車人員） [万人/年度] | 輸送人員（乗車人員） [万人/年度] | 輸送人員（乗車人員） [万人/年度] | 輸送人員（乗車人員） [万人/年度] | 輸送密度 [人/日] | 出典           | 特記事項                          |
| -------------------------- | -------------- | -------------------------------- | -------------------------------- | -------------------------------- | -------------------------------- | ---------------- | -------------- | --------------------------------- |
| 運営主体                   | 年度 [年度]    | 通勤 定期                        | 通学 定期                        | 定期外                           | 合計                             | 輸送密度 [人/日] | 出典           | 特記事項                          |
| 北勢鉄道 改称 北勢電気鉄道 | 1925（大正14） |                                  |                                  |                                  | 64.6                             |                  |                |                                   |
| 北勢鉄道 改称 北勢電気鉄道 | 1929（昭和 4） |                                  |                                  |                                  | 75.6                             |                  |                |                                   |
| 北勢鉄道 改称 北勢電気鉄道 | 1932（昭和 7） |                                  |                                  |                                  | 66.4                             |                  |                |                                   |
| 北勢鉄道 改称 北勢電気鉄道 | 1935（昭和10） |                                  |                                  |                                  | 73.0                             |                  |                |                                   |
| 北勢鉄道 改称 北勢電気鉄道 | 1939（昭和14） |                                  |                                  |                                  | 104.0                            |                  |                |                                   |
| 北勢鉄道 改称 北勢電気鉄道 | 1942（昭和17） |                                  |                                  |                                  | 214.8                            |                  |                |                                   |
| 三重交通                   | 1958（昭和33） | 206.8                            | ←←←                              | 156.8                            | 363.6                            |                  |                |                                   |
| 近畿日本鉄道               | 1975（昭和50） | 437.0                            | ←←←                              | 160.1                            | 597.1                            |                  |                |                                   |
| 近畿日本鉄道               | 1976（昭和51） | 422.5                            | ←←←                              | 131.0                            | 553.5                            |                  |                |                                   |
| 近畿日本鉄道               | 1977（昭和52） | 417.5                            | ←←←                              | 131.6                            | 549.1                            |                  |                | 新車8両導入・西桑名駅小移転       |
| 近畿日本鉄道               | 1978（昭和53） | 418.3                            | ←←←                              | 132.2                            | 550.5                            |                  |                |                                   |
| 近畿日本鉄道               | 1979（昭和54） | 416.7                            | ←←←                              | 120.8                            | 537.5                            |                  |                |                                   |
| 近畿日本鉄道               | 1980（昭和55） | 416.6                            | ←←←                              | 123.1                            | 539.7                            |                  |                |                                   |
| 近畿日本鉄道               | 1981（昭和56） | 396.8                            | ←←←                              | 114.1                            | 510.9                            |                  |                |                                   |
| 近畿日本鉄道               | 1982（昭和57） | 376.7                            | ←←←                              | 110.7                            | 487.4                            |                  |                |                                   |
| 近畿日本鉄道               | 1983（昭和58） | 376.3                            | ←←←                              | 108.4                            | 484.7                            |                  |                |                                   |
| 近畿日本鉄道               | 1984（昭和59） | 367.8                            | ←←←                              | 100.8                            | 468.6                            |                  |                |                                   |
| 近畿日本鉄道               | 1985（昭和60） | 357.4                            | ←←←                              | 98.3                             | 455.7                            |                  |                | 沿線 - 名古屋間の高速バス運行開始 |
| 近畿日本鉄道               | 1986（昭和61） | 358.3                            | ←←←                              | 97.6                             | 455.9                            |                  |                |                                   |
| 近畿日本鉄道               | 1987（昭和62） | 349.0                            | ←←←                              | 90.2                             | 439.2                            |                  |                |                                   |
| 近畿日本鉄道               | 1988（昭和63） | 344.2                            | ←←←                              | 85.4                             | 429.6                            |                  |                |                                   |
| 近畿日本鉄道               | 1989（平成元） | 128.7                            | 200.0                            | 82.9                             | 411.6                            |                  |                |                                   |
| 近畿日本鉄道               | 1990（平成 2） | 124.3                            | 208.5                            | 84.1                             | 416.8                            |                  |                |                                   |
| 近畿日本鉄道               | 1991（平成 3） | 123.9                            | 210.3                            | 85.5                             | 419.6                            |                  |                |                                   |
| 近畿日本鉄道               | 1992（平成 4） | 117.3                            | 201.8                            | 86.4                             | 405.5                            |                  |                |                                   |
| 近畿日本鉄道               | 1993（平成 5） | 111.6                            | 194.3                            | 83.6                             | 389.5                            |                  |                |                                   |
| 近畿日本鉄道               | 1994（平成 6） | 104.9                            | 187.4                            | 78.9                             | 371.1                            |                  |                |                                   |
| 近畿日本鉄道               | 1995（平成 7） | 99.4                             | 182.0                            | 81.7                             | 363.1                            |                  |                |                                   |
| 近畿日本鉄道               | 1996（平成 8） | 92.9                             | 175.1                            | 77.9                             | 345.9                            |                  |                |                                   |
| 近畿日本鉄道               | 1997（平成 9） | 86.6                             | 161.7                            | 69.9                             | 318.2                            |                  |                |                                   |
| 近畿日本鉄道               | 1998（平成10） | 79.3                             | 154.4                            | 66.9                             | 300.7                            | 3,344            |                |                                   |
| 近畿日本鉄道               | 1999（平成11） | 75.6                             | 154.5                            | 63.6                             | 293.7                            | 3,282            |                |                                   |
| 近畿日本鉄道               | 2000（平成12） | 70.6                             | 152.6                            | 58.6                             | 281.8                            | 3,178            |                | 近鉄が北勢線廃止を表明            |
| 近畿日本鉄道               | 2001（平成13） | 63.4                             | 140.8                            | 57.2                             | 261.4                            | 2,996            |                |                                   |
| 近畿日本鉄道               | 2002（平成14） | 55.0                             | 130.7                            | 55.0                             | 240.7                            |                  |                |                                   |
| 三岐鉄道                   | 2003（平成15） | 52.7                             | 98.4                             | 55.0                             | 206.1                            | 2,278            | [ 31 ]         | 近鉄から三岐鉄道に移管            |
| 三岐鉄道                   | 2004（平成16） | 47.6                             | 88.0                             | 56.6                             | 192.3                            | 2,159            | [ 31 ]         | 高速化事業着手                    |
| 三岐鉄道                   | 2005（平成17） | 51.4                             | 86.5                             | 67.9                             | 205.7                            | 2,299            | [ 31 ]         |                                   |
| 三岐鉄道                   | 2006（平成18） | 54.9                             | 87.6                             | 68.4                             | 210.9                            | 2,376            | [ 31 ]         | 桑名延伸事業・車両冷房化着手      |
| 三岐鉄道                   | 2007（平成19） | 57.4                             | 88.6                             | 73.6                             | 219.7                            | 2,480            | [ 31 ]         |                                   |
| 三岐鉄道                   | 2008（平成20） | 59.9                             | 91.3                             | 77.1                             | 228.3                            | 2,580            | [ 31 ]         |                                   |
| 三岐鉄道                   | 2009（平成21） | 60.3                             | 89.6                             | 72.2                             | 222.0                            | 2,539            | [ 31 ]         |                                   |
| 三岐鉄道                   | 2010（平成22） | 58.6                             | 94.6                             | 74.0                             | 227.2                            |                  | [ 31 ]         |                                   |
| 三岐鉄道                   | 2011（平成23） | 59.9                             | 99.1                             | 73.9                             | 232.9                            |                  | [ 31 ]         |                                   |
| 三岐鉄道                   | 2012（平成24） | 58.1                             | 102.4                            | 74.8                             | 235.4                            |                  | [ 31 ]         |                                   |
| 三岐鉄道                   | 2013（平成25） | 59.8                             | 106.9                            | 80.0                             | 246.7                            |                  | [ 31 ]         |                                   |
| 三岐鉄道                   | 2014（平成26） | 57.9                             | 107.1                            | 78.9                             | 243.9                            |                  | [ 31 ]         |                                   |
| 三岐鉄道                   | 2015（平成27） | 60.7                             | 113.0                            | 80.7                             | 254.4                            |                  | [ 31 ]         |                                   |
| 三岐鉄道                   | 2016（平成28） | 62.5                             | 112.7                            | 82.0                             | 257.3                            |                  | [ 31 ]         |                                   |
| 三岐鉄道                   | 2017（平成29） | 66.0                             | 108.0                            | 81.8                             | 255.9                            |                  | [ 31 ]         |                                   |
| 三岐鉄道                   | 2018（平成30） | 67.8                             | 107.6                            | 81.8                             | 257.2                            |                  | [ 31 ]         |                                   |
| 三岐鉄道                   | 2019（令和元） | 67.4                             | 109.2                            | 78.5                             | 255.2                            |                  | [ 31 ]         |                                   |
| 三岐鉄道                   | 2020（令和 2） | 57.8                             | 91.4                             | 51.4                             | 200.6                            |                  | [ 31 ]         |                                   |
| 三岐鉄道                   | 2021（令和 3） | 54.4                             | 82.9                             | 55.0                             | 192.3                            |                  | [ 31 ]         |                                   |
| 三岐鉄道                   | 2022（令和 4） | 56.0                             | 88.7                             | 63.7                             | 208.4                            |                  | [ 31 ]         |                                   |

### 営業成績
2011年度までの北勢線の営業成績を下表に記す（2012年度以降は三岐線と合算されており単独データが存在しない）。
表中、最高値を赤色で、最高値を記録した年度以降の最低値を青色で、最高値を記録した年度以前の最低値を緑色で表記している。
| 年度別営業成績 | 年度別営業成績 | 年度別営業成績           | 年度別営業成績           | 年度別営業成績           | 年度別営業成績           | 年度別営業成績           | 年度別営業成績       | 年度別営業成績       | 年度別営業成績       | 年度別営業成績       | 年度別営業成績 |
| 運営主体       | 年度 [年度]    | 旅客運賃収入 [千円/年度] | 旅客運賃収入 [千円/年度] | 旅客運賃収入 [千円/年度] | 旅客運賃収入 [千円/年度] | 旅客運賃収入 [千円/年度] | 運輸雑収 [千円/年度] | 営業収益 [千円/年度] | 営業経費 [千円/年度] | 営業損益 [千円/年度] | 営業 係数      |
| -------------- | -------------- | ------------------------ | ------------------------ | ------------------------ | ------------------------ | ------------------------ | -------------------- | -------------------- | -------------------- | -------------------- | -------------- |
| 運営主体       | 年度 [年度]    | 通勤 定期                | 通学 定期                | 定期外                   | 手小荷物                 | 小計                     | 運輸雑収 [千円/年度] | 営業収益 [千円/年度] | 営業経費 [千円/年度] | 営業損益 [千円/年度] | 営業 係数      |
| 近畿日本鉄道   | 1997（平成 9） | 298,613                  | ←←←←                     | ←←←←                     | 675                      | 299,288                  | 23,430               | 322,718              | 1,130,431            | △ 807,713            | 350.3          |
| 近畿日本鉄道   | 1998（平成10） | 283,317                  | ←←←←                     | ←←←←                     | 666                      | 283,983                  | 23,537               | 307,520              | 1,107,167            | △ 799,647            | 360.0          |
| 近畿日本鉄道   | 1999（平成11） | 134,548                  | ←←←←                     | 137,766                  | 657                      | 272,971                  | 16,962               | 289,933              | 1,029,255            | △ 739,322            | 355.0          |
| 近畿日本鉄道   | 2000（平成12） | 59,208                   | 71,121                   | 126,539                  | 661                      | 257,529                  | 16,658               | 274,187              | 1,007,495            | △ 733,308            | 367.4          |
| 近畿日本鉄道   | 2001（平成13） | 53,058                   | 65,726                   | 124,092                  | 646                      | 243,522                  | 16,222               | 259,744              | 966,205              | △ 706,461            | 372.0          |
| 近畿日本鉄道   | 2002（平成14） | 45,705                   | 61,464                   | 118,202                  | 641                      | 226,012                  | 28,696               | 254,708              |                      |                      |                |
| 三岐鉄道       | 2003（平成15） | 56,005                   | 100,380                  | 124,053                  | 0                        | 280,438                  | 2,554                | 282,992              | 822,578              | △ 539,586            | 290.7          |
| 三岐鉄道       | 2004（平成16） | 53,294                   | 97,841                   | 130,549                  | 0                        | 281,684                  | 4,403                | 286,087              | 775,807              | △ 489,720            | 271.2          |
| 三岐鉄道       | 2005（平成17） | 60,373                   | 97,567                   | 153,968                  | 0                        | 311,908                  | 8,280                | 320,187              | 778,496              | △ 458,309            | 243.1          |
| 三岐鉄道       | 2006（平成18） | 64,125                   | 97,525                   | 159,215                  | 0                        | 320,865                  | 8,429                | 329,294              | 772,072              | △ 442,778            | 234.5          |
| 三岐鉄道       | 2007（平成19） | 67,792                   | 99,384                   | 171,799                  | 0                        | 338,975                  | 8,061                | 347,035              | 790,727              | △ 443,692            | 227.9          |
| 三岐鉄道       | 2008（平成20） | 71,312                   | 101,868                  | 177,662                  | 0                        | 350,842                  | 8,261                | 359,103              | 822,373              | △ 463,270            | 229.0          |
| 三岐鉄道       | 2009（平成21） | 73,377                   | 100,432                  | 167,174                  | 0                        | 340,982                  |                      | 347,000              | 791,000              | △ 444,000            | 227            |
| 三岐鉄道       | 2010（平成22） | 71,708                   | 105,796                  | 170,709                  | 0                        | 348,213                  |                      | 355,000              |                      |                      |                |
| 三岐鉄道       | 2011（平成23） | 75,011                   | 110,877                  | 171,584                  | 0                        | 357,471                  |                      | 366,000              | 666,000              | △ 300,000            | 182            |

※運輸雑収には福利厚生施設収入を含む。

### 書籍
- 『日本鉄道旅行地図帳』 8号 関西1、今尾恵介 監修、新潮社〈新潮「旅」ムック〉、2008年、17,30頁。
- 朝日新聞出版分冊百科編集部 編『週刊 歴史でめぐる鉄道全路線 公営鉄道・私鉄』 26号 長良川鉄道・明知鉄道・樽見鉄道・三岐鉄道・伊勢鉄道、曽根悟 監修、朝日新聞出版〈週刊朝日百科〉、2011年9月18日。

### 電子資料
- 『三岐鉄道北勢線の今後の在り方の検討に向けた基礎調査業務　報告書』（PDF）（レポート）北勢線事業運営協議会、2025年3月。2025年6月16日閲覧。